# Benito Soto Aboal
Benito Soto Aboal -también de Soto Aboal- (Pontevedra, 22 de marzo de 1805 — Gibraltar, 25 de enero de 1830) fue un pirata español de principios del siglo XIX.

## Biografía
Nace en el barrio pontevedrés de A Moureira en el seno de una familia numerosa de catorce hermanos. Su padre, Francisco de Soto Franco, se casó dos veces: con Manuela Aboal, primero, y con la sobrina carnal de ella, Lorenza Aboal, después. Benito es el tercero de los ocho hijos de este segundo matrimonio.  De su madre tenemos, quizás, una vaga referencia en testimonio de «Barbazán», uno de los piratas, durante el juicio en Cádiz:

… cuando estuvo en tierra, en Pontevedra, y volvió al muelle, y encontró en él á Benito Soto, estaba éste en compañía de una mujer, que el exponente creyó sería su madre, pero él no lo sabe de fijo, la cual sería de unos cuarenta á cuarenta y cinco años de edad, color blanco, de buen parecer, cuerpo alto y delgada, vestida al uso del país, pobremente, y son las únicas señas que puede dar sobre dicha mujer.

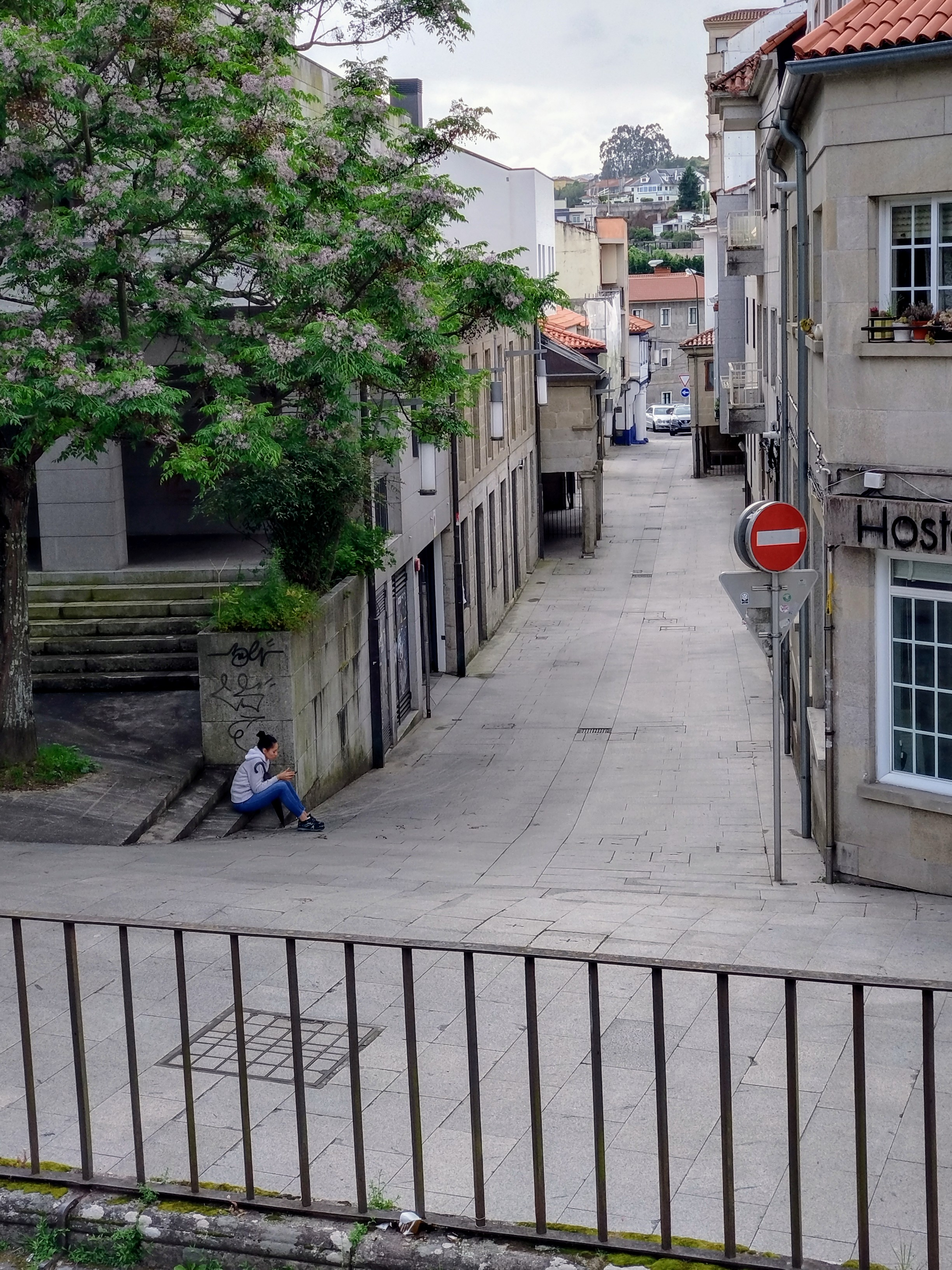
La calle san Guillermo con A Moureira de la Barca al fondo.

La Moureira es un arrabal marinero en la desembocadura del río Lérez, entre el puente del Burgo, Moureira de arriba, y la desembocadura del río Gafos, Moureira de abajo; en medio, la Moureira de la Barca a la altura del puente homónimo, comunicada con el núcleo urbano por la calle san Guillermo. Esas aguas contienen una proporción mínima de agua del río; en realidad estamos hablando del litoral urbano de la ría de Pontevedra. Toda la zona, junto con la desembocadura del Rons en la orilla opuesta, había asentado en el pasado una gran actividad pesquera y comercial gracias al mar y a concesiones de la Corona: fabricación de grasas de la sardina, comercio del vino, salazones; la economía de Pontevedra había sido pujante. Pero desde finales del siglo XVI se entró en una progresiva recesión económica, en la que jugó un papel importante la pérdida de calado del puerto.
Por otra parte, en el siglo XVIII se implantó la «Matrícula del Mar», sistema de reclutamiento forzoso para dotar a los buques de la Armada española de tripulaciones competentes. La obligatoriedad del alistamiento junto con la escasez de pagas y los peligros asumidos hacía que gran número de jóvenes trataran de eludirlo, convirtiéndose en desertores. Las actividades ilegales pasaban a ser recurso de subsistencia y así es muy probable que el adolescente Soto, de familia marinera humilde, simultaneara la pesca con el contrabando.

La Europa napoleónica (azul) y la británica (rojo) en 1813.

Otra fuente de ingresos muy lucrativa era el comercio de esclavos, pero desde comienzos del siglo XIX venía siendo perseguido legalmente en Europa, en especial por el Imperio británico, que en sucesivas medidas legislativas (1807, 1827, 1833, 1834) prohibió la trata y abolió la esclavitud. Cualquier barco negrero en aguas al norte de la línea del ecuador podía ser apresado por la Royal Navy. 
La época está sacudida por las guerras napoleónicas. Sólo tres meses después del nacimiento de Soto se libra la batalla de Trafalgar que da el dominio absoluto del mar a los ingleses durante el siglo XIX. En 1807 se firma el tratado de Fontainebleau que reparte Portugal entre Francia y España: portugueses y españoles enfrentados, lo que explica algunos recelos y comportamientos de Soto. Finalmente, en 1808 estalla la guerra de la Independencia, con todas sus secuelas sociales y económicas.
La índole personal de Benito Soto nos es conocida a través de sus propios hombres, en testimonio recogido por Jorge Lasso de la Vega, fiscal de la causa seguida contra los piratas:

Bergantín sueco de dos palos.

[...]   Su ferocidad no perdonó siquiera á sus mismos cómplices, á quienes sacrificó á sus venganzas ó recelos, infundiendo con estos actos de barbarie un terror en el resto de la tripulación, incluso sus partidarios, de que supo aprovecharse para sus ulteriores intentos. Era tal el ascendiente de Soto y el temor que había inspirado, que sus mismos secuaces Goubín y Lerendú aseguran, el primero: «que el horror que había inspirado con su crueldad era tal, que no se atrevían á hablarse mutuamente por miedo de ser muertos en el momento de que recelase cualquier intento de su parte»; y el segundo: «que la obediencia de todos era tan pronta, que si les hubiera mandado echarse al fuego, lo habrían hecho».

### El bergantín O Defensor de Pedro

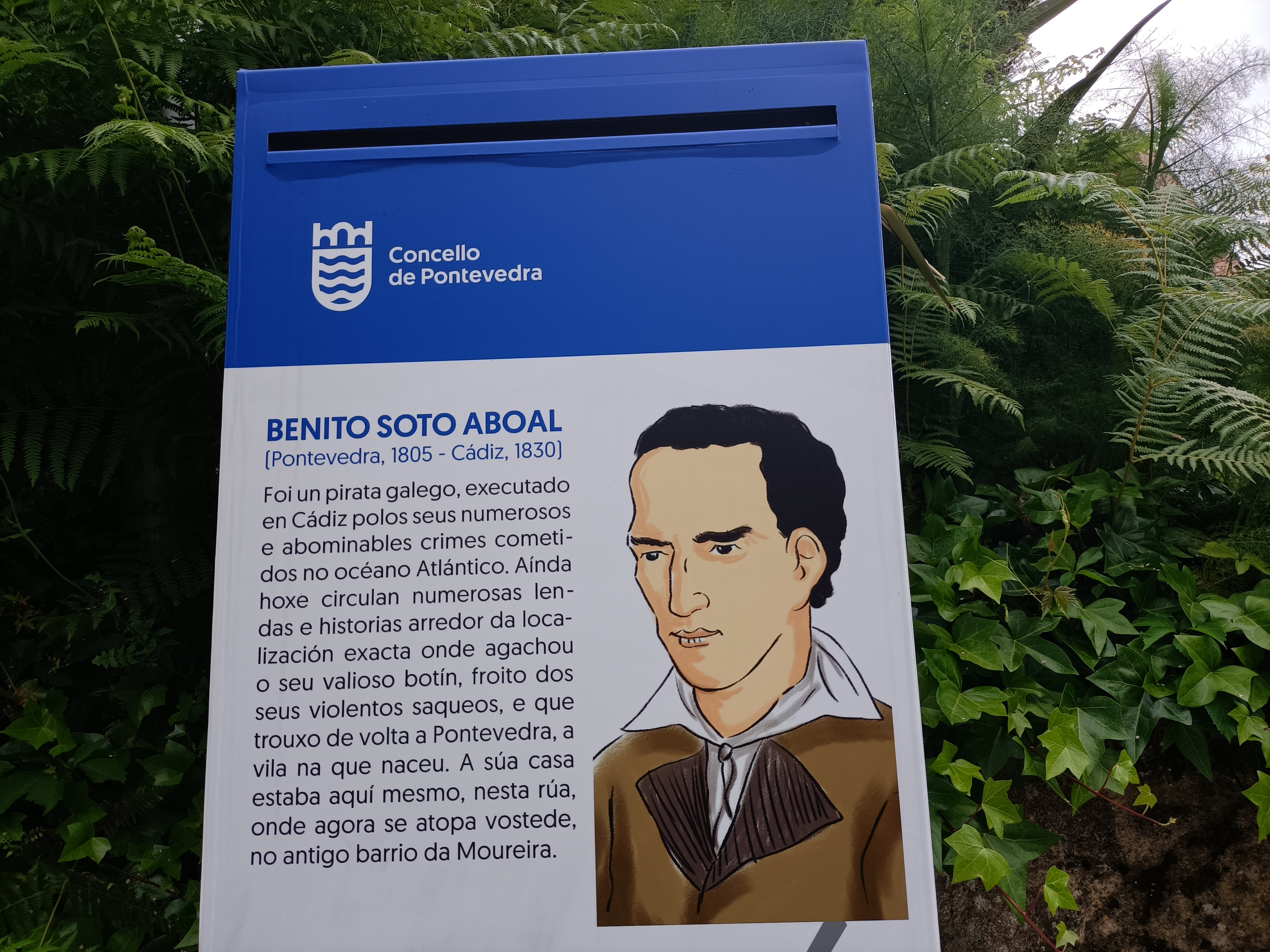
Panel informativo en Pontevedra capital.

Soto deserta de la «Matrícula del Mar» y parece ser que se traslada al Caribe donde ejerce de contrabandista en Cuba o puede que de pirata en la isla Tortuga. En todo caso, consta que en 1827 se inscribe de segundo contramaestre del bergantín brasileño O Defensor de Pedro, nave con licencia para "… andar en corso contra la República de Buenos Aires y emplearse igualmente en mercancía donde le convenga y lícito fuese"; es decir, su cometido eran tanto las acciones bélicas en el marco de la guerra argentino-brasileña (1825-1828), como las comerciales propias de la trata de esclavos. 
El buque "armado con seis cañones de corto calibre en batería y otro montado en coliza [de cureña giratoria] del calibre de á 12 [y] el armamento portátil proporcionado al número de sus tripulantes", transportaba en sus bodegas "telas bastas, aguardiente, pólvora, fusiles, sables y otros efectos propios para el negocio que iban á emprender".
La hoja de embarque describe a Soto «de pelo y cejas castaño, hoyoso de viruelas y ojos negros». Más tarde, sus secuaces lo retratarán como:

… un hombre alto, color trigueño, picado de viruelas, cerrado de barba, con patillas negras, grueso, ojos y cejas negros, nariz y boca regulares, pelo negro, con un dedo, que es el pequeño de la mano derecha encogido y en la rodilla izquierda una cicatriz, y de edad de veintiséis años. 

Al mando estaba el capitán Pedro Mariz de Sousa Sarmiento, oficial retirado de la Armada Imperial de Brasil. Además de Soto, que se hacía llamar «Benito Barredo», en la tripulación figuraban otros españoles: dos gallegos (el ferrolano Miguel Ferreira, y Nicolás Fernández, alias «Juan Caro») y un vasco de Mundaca, «el Vizcaíno».

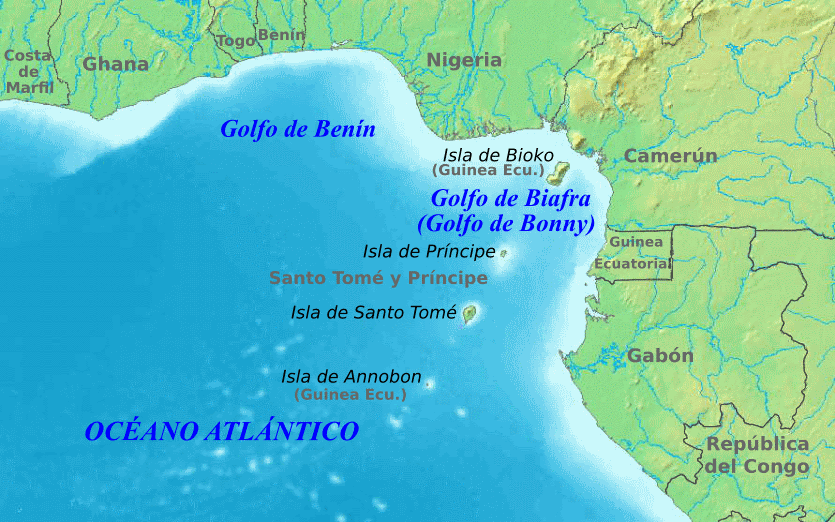
El golfo de Guinea. Sao Jorge da Mina, destino africano del O Defensor de Pedro se encuentra en la actual Ghana (esquina sup. izda. del mapa).

O Defensor de Pedro cubría la ruta desde Río de Janeiro al golfo de Guinea. Allí recogía los esclavos en el establecimiento portugués de Sao Jorge da Mina, bahía de Ohué (Costa de Oro), principal puerto esclavista del África atlántica.  El puerto, al norte de la línea ecuatorial, estaba en el punto de mira del Imperio británico que perseguía «la trata». La Royal Navy permanentemente al acecho obligaba a los buques negreros ser maniobrables y rápidos.
El 22 de noviembre de 1827 zarpa la expedición que será el comienzo de Benito Soto como uno de los piratas de fama mundial entre los más sanguinarios, si no el que más. El 3 de enero de 1828 llega a su destino africano. Durante la travesía Soto se había ido haciendo con la confianza de parte de la tripulación y en la noche del 26 de enero, estando el capitán Sousa Sarmiento en tierra, se amotina al grito de abajo los portugueses. Uno de éstos, el cabo de guardia Manuel José de Freitas, es apuñalado gravemente en el costado pero no lo rematan. Miguel Ferreira, uno de los cabecillas, propone matar a todos «los portugueses rendidos», si bien acaban optando por dejarlos en tierra con la excepción de los ocho que consideran más útiles. Levan anclas y se lanzan de lleno a la piratería tras haber rebautizado el buque como «La Burla Negra». Para algunos,  el cambio de nombre y el repintado de la nave en color negro suceden después del abordaje al Morning Star.
Tras el motín el segundo de a bordo será el francés Victor de Saint-Cyr, alias Francisco Ricardo o Francisco Victorio, a quien Soto llama «Barbazán». Afirmaba ser familiar de Laurent de Gouvion-Saint-Cyr, mariscal de Napoleón.

… joven de ilustración poco común en su clase, de esmerada educación social y escogidos modales, que daban á conocer procedía de una distinguida familia de Burdeos, que vino á precaria situación por las persecuciones en la Vendee, cuando la Revolución Francesa. El mariscal francés Saint-Cyr, que tanto figuró en la guerra de España, era tío del reo, según manifestó éste en repetidas ocasiones. 

… destacaba en su disposición para cualquier clase de violencias, en las que se distinguía por su carácter vivo y por su extrema docilidad y exactitud en cumplir las órdenes sanguinarias de Benito Soto. 

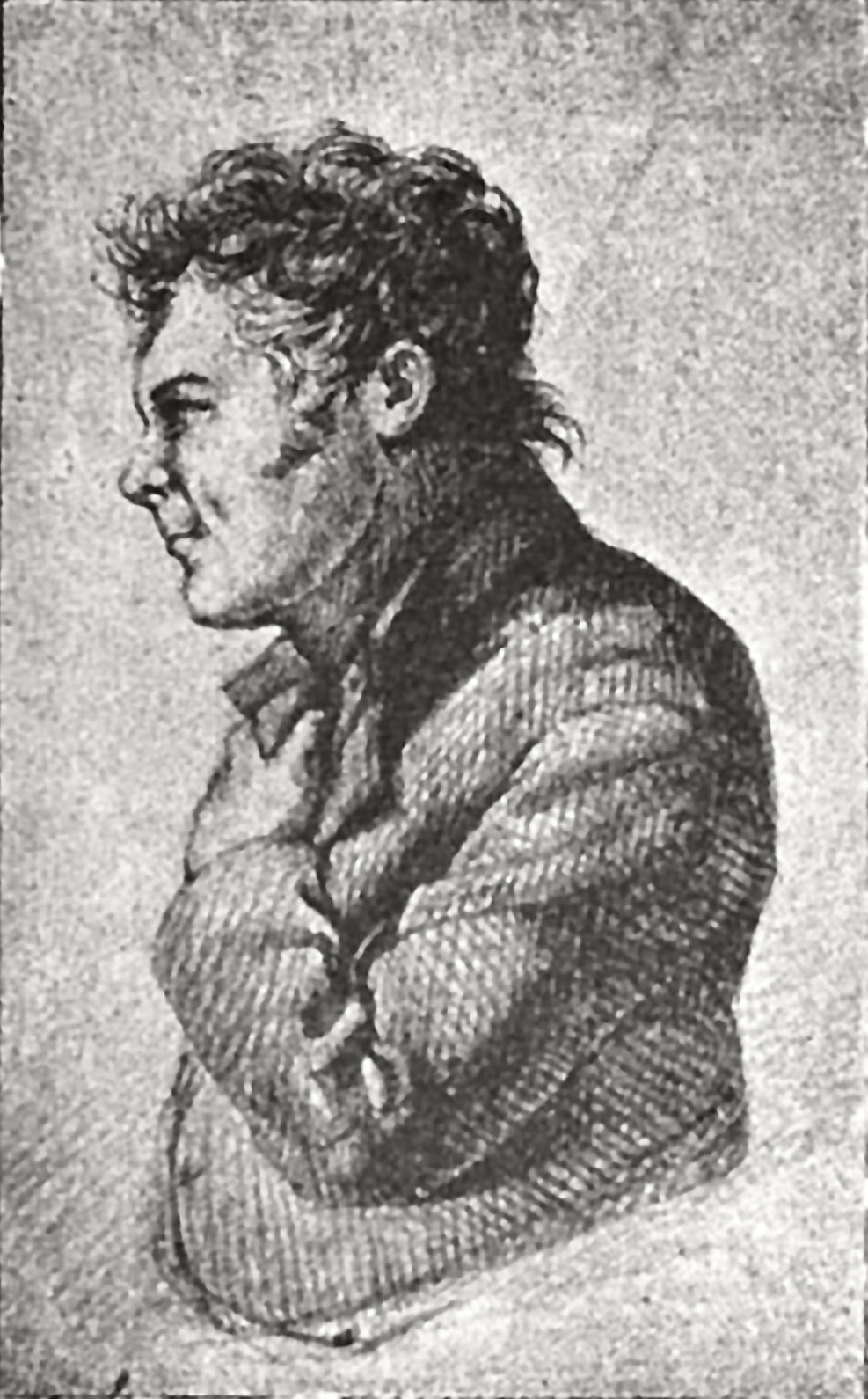
Manuel Antonio Rodríguez, piloto del bergantín pirata O Defensor de Pedro

El brasileño José dos Santos y Nicolás Fernández, ambos de la máxima confianza de Soto, son los «capitanes de presa», primero y segundo respectivamente. Dos Santos, el único sentenciado en rebeldía, es su íntimo confidente y uno de los cabecillas del motín. En cuanto a Fernández, confiará en él para la delicada misión de poner a buen recaudo lo más valioso del botín en Pontevedra.
Manuel Antonio Rodríguez, el piloto, continúa en su puesto a pesar de que no apoyó la rebelión, «sufriendo por ello toda clase de violencias». Más adelante será actor principal de la entrada de los piratas en La Coruña. Nunca será de la plena confianza de Soto ni de José dos Santos …

… que desconfiaban del piloto y de otros, y que le matarían en el Estrecho; y que también, ya varado el buque, pensaban matar á Rodríguez para que no hablase.  

En los primeros días del levantamiento Soto comete uno de los dos únicos asesinatos que reconoció en el juicio: escoltado por Antonio de Laida «el Vizcaíno» abate de un disparo en la cabeza a Miguel Ferreira, que se había enfrentado a él en varias ocasiones, y lo arrojan al mar: 

… siendo como las tres y media de la madrugada, se dirige, acompañado de Antonio el Vizcaíno, al lugar donde Ferreyra descansaba entregado á un profundo sueño y disparándole, cada uno, un tiro de pistola, se deshace sin riesgo de aquel temible enemigo. 

### Abordaje del The Morning Star

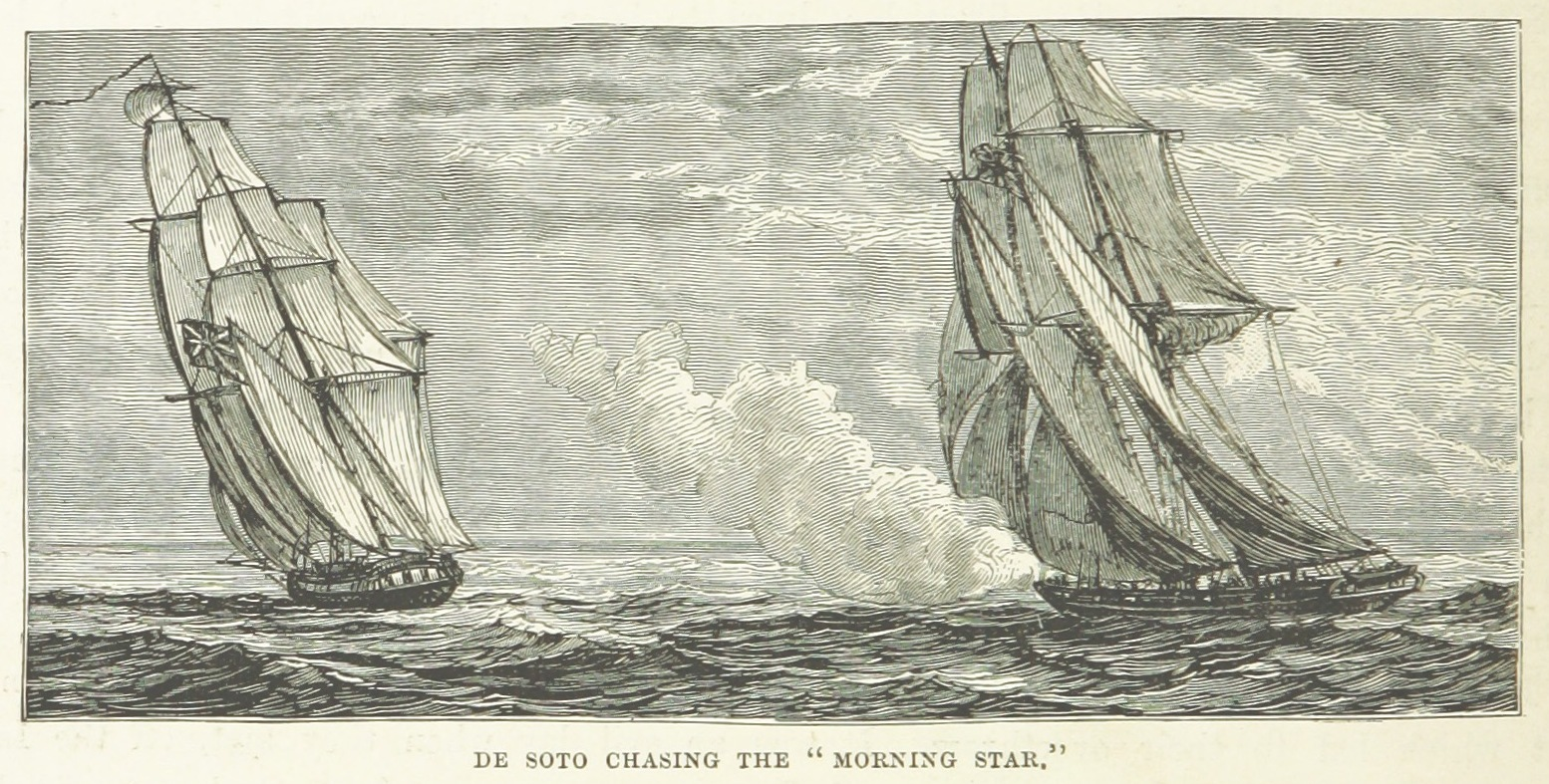
«La Burla Negra» acosando por popa al The Morning Star, primera víctima de Soto, según un grabado de Frederick Whymper (1838-1901).

El 19 de febrero, a los veintitrés días de la salida de Ohué, Soto divisa la fragata mercante británica The Morning Star a la altura de la isla Ascensión; capitaneada por Thomas Gibbs, transportaba un cargamento de ébano, pimienta, canela y café desde Colombo (Ceilán) a Londres. Su tripulación, totalmente desarmada, superaba las cincuenta personas, incluidos once militares enfermos, mujeres y niños. 
El bergantín, mucho más rápido que la fragata, hace un primer disparo que cae a la distancia de un cable. El capitán Gibbs pretende la huida, pero un segundo disparo que cae a sólo una yarda lo decide a detener el buque. Le ordenan bajar los juanetes y enviar un bote e inmediatamente reciben un cañonazo a quemarropa.
El abordaje lo encabeza el capitán de presa José dos Santos acompañado por Víctor de Saint-Cyr «Barbazán» y otros. Armados de pistolas, sables y puñales encierran a algunos tripulantes en la cámara y dan comienzo al saqueo de la nave en medio de toda clase de excesos. Según el propio Barbazán:

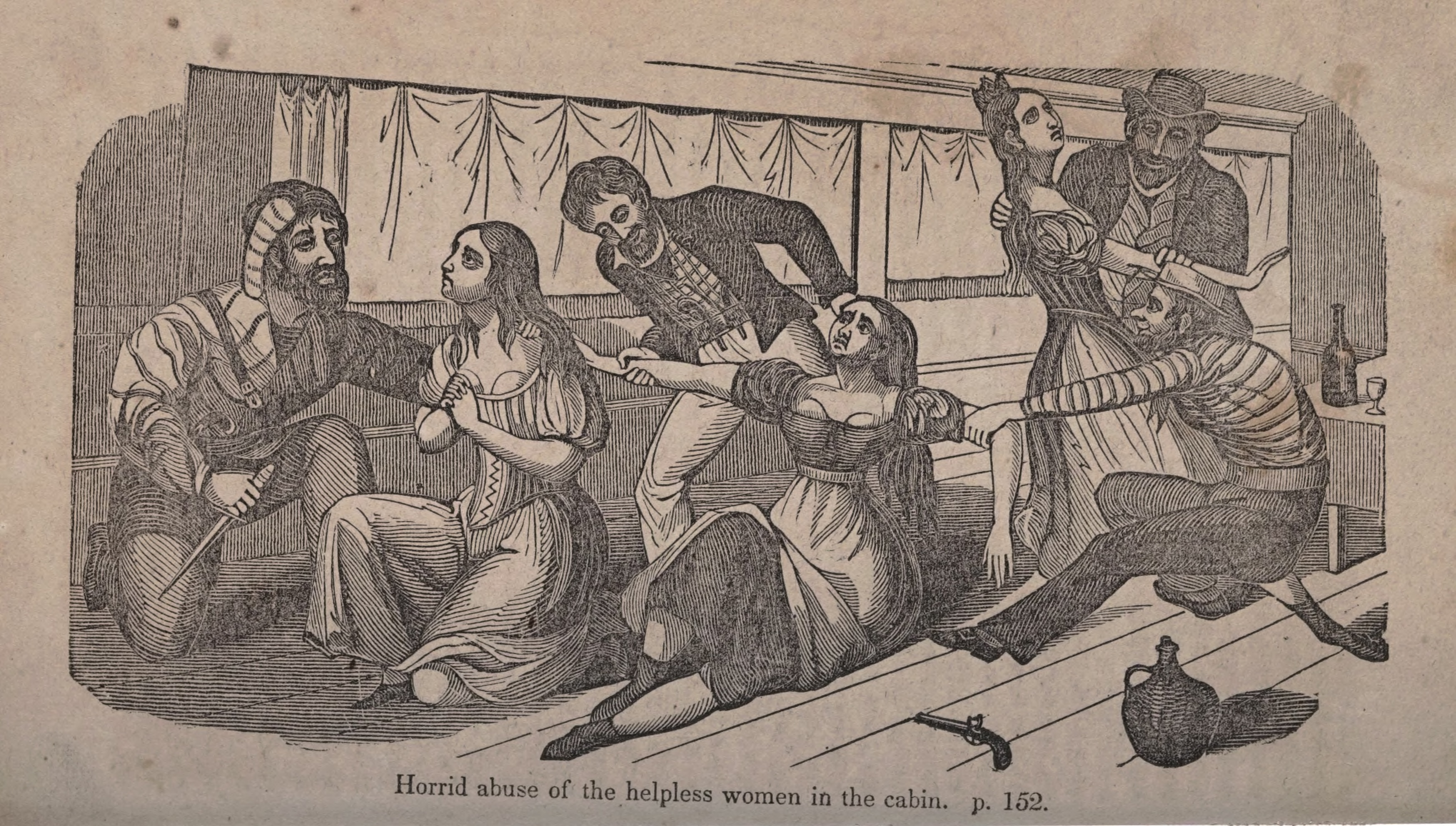
Mujeres asaltadas en su cabina por los piratas de Benito Soto. Grabado de 1856.

… á esta fragata se le quitó un talego de dinero en plata, la ropa del Gobernador, Capitán y contramaestre, un reloj, porción de pedrería de la India y brillantes, sortijas, alfileres de oro, cadenas de pecho, cubiertos de plata y otras varias piezas de plata, el sable y las charreteras del Gobernador. 

Al anochecer encierran a toda la tripulación y a los soldados inválidos entre las escotillas mayor y de proa, que aseguran con maderaje de cubierta, y barrenan el costado de estribor en proa; no querían supervivientes. Sobre las diez de la noche abandonan definitivamente la fragata.
De vuelta en el bergantín asesinan al capitán Gibbs y a los marineros prisioneros en la bodega, y ponen rumbo norte hacia las islas portuguesas de Azores. 

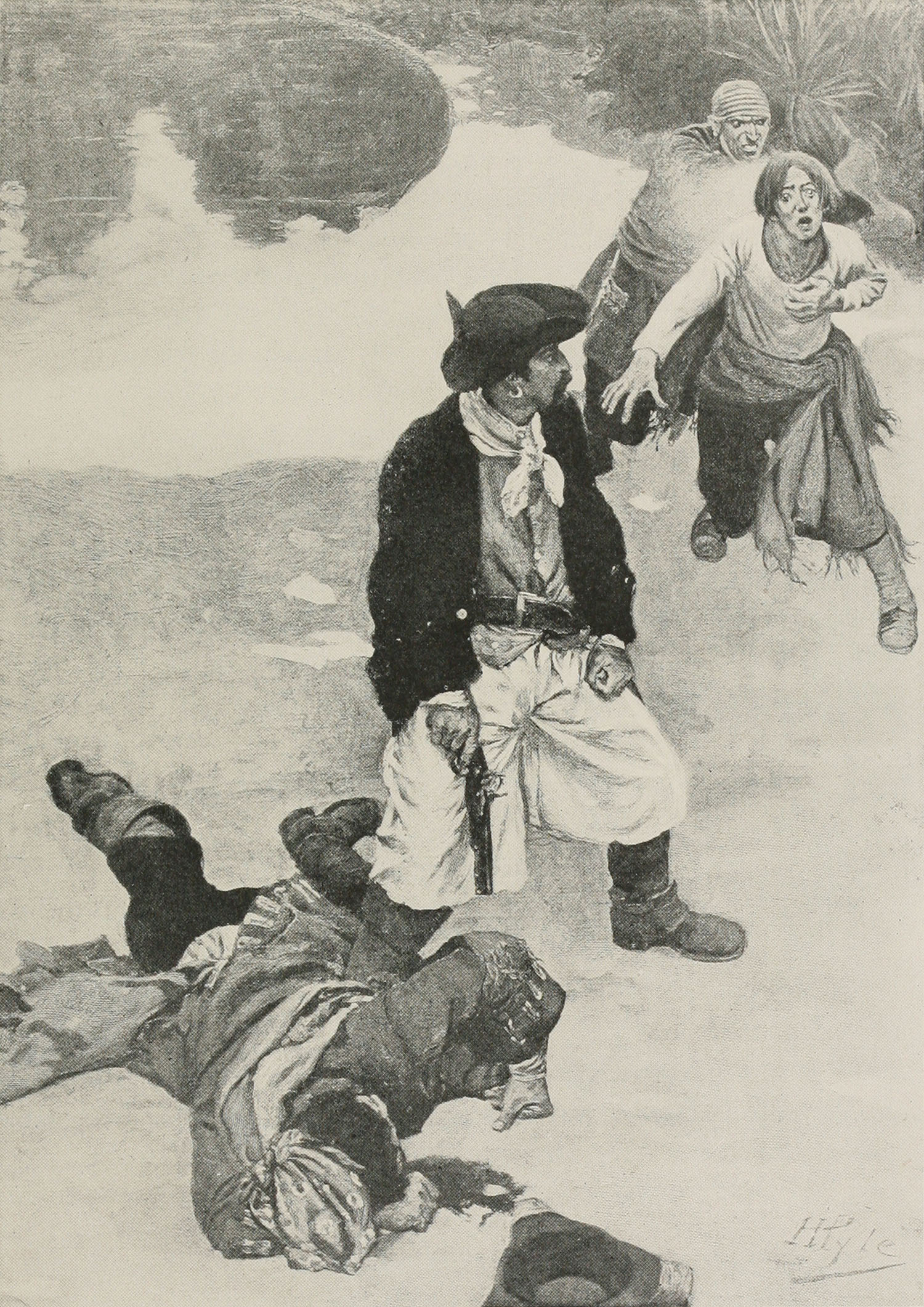
Asesinato en cubierta durante un asalto pirata.

El buque inglés se inunda, pero los supervivientes conseguirán salvarlo.  Sobre la una de la madrugada, en medio de un completo silencio, algunas mujeres se atreven a salir de sus escondites y consiguen liberar a los cautivos en la cámara. La dotación marinera:

… había quedado reducida al piloto y cuatro hombres de mar aptos para el trabajo; y sólo podía contarse con los esfuerzos secundarios de tres empleados y de los militares inválidos que iban de transporte, los que habían quedado reducidos á corto número, por haber resultado seis de ellos heridos, además de los que fueron extraídos por el pirata y llevados al bergantín.

Los daños sufridos por el The Morning Star son de consideración:

… todas las jarcias mayores y cabos de babor habían sido cortados, el palo mayor quebrantado á hachazos por la fogonadura, la bitácora rota, y á más de estos daños, se hallaban sin cartas hidrográficas, instrumentos ni cronómetros, con seis y medio pies de agua en la bodega; y para colmo de desastres, los piratas se habían llevado todas las agujas náuticas del uso de la fragata.

Por fortuna, la bomba de achique estaba intacta. La pusieron en funcionamiento hasta dejar al aire los barrenos del casco, que taponan, y con el trinquete redondo envergado emprenden una navegación muy en precario, no exenta de sobresaltos: a los pocos días entra en combustión espontánea el café y canela por fermentación en contacto con el agua. Pero logran seguir adelante y tras un mes de navegación al garete serán rescatados por el capitán inglés Magnus Johnson al mando del Guildford. El 18 de abril de 1828 el The Morning Star toca puerto en Gravesend, ribera sur del Támesis.
Entretanto, a bordo del bergantín cundió el temor de que el Morning Star hubiera sobrevivido:

… El furor de Soto llegó al extremo cuando supo por José dos Santos que no se había dado muerte á todos los individuos de la fragata, por la compasión que dijo tuvo de las mujeres y de los niños; y su encono fué tal que á pesar de haber pasado dos días desde su separación de aquél buque hizo virar en vuelta del Norte para acabar de echarlo á pique si lo encontraba, lo que afortunadamente no consiguió.

### Saqueo y destrucción del Topaz

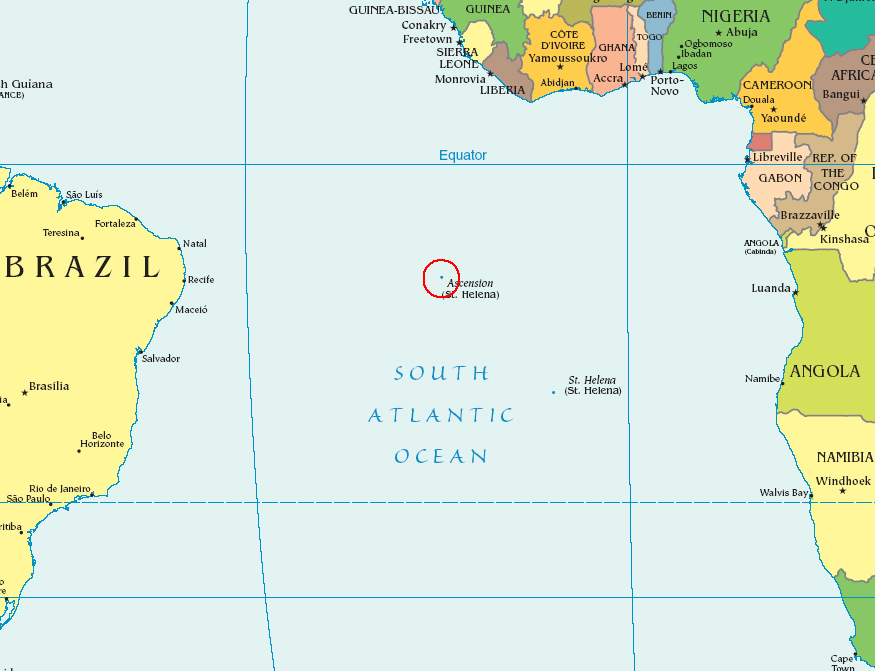
La isla Ascensión, entre el cabo de San Roque (Brasil) y África.

Tras el cambio de rumbo hacia el sur tratando de localizar la maltrecha fragata inglesa para rematarla, La Burla Negra se aproxima de nuevo a la isla Ascensión. Por su situación entre América del Sur y África a la altura del ecuador, la pequeña isla era frecuentada por buques procedentes del cabo de Buena Esperanza y del golfo de Guinea. Próxima a Santa Elena, era un magnífico puerto, bien de recalada en busca de seguridad, bien de acecho a posibles presas.
Los piratas evitan una fragata de guerra de cuarenta cañones que navegaba por la zona y enseguida avistan la que será su segunda presa, la fragata norteamericana Topaz, matrícula de Boston, que provenía de Calcuta con un rico cargamento de salitre y fardos de seda. Abordada de modo semejante a como lo había sido el The Morning Star, su capitán es conminado a firmar frente a Soto un documento a modo de entrega de la mercancía. El saqueo se desarrollará durante la noche:

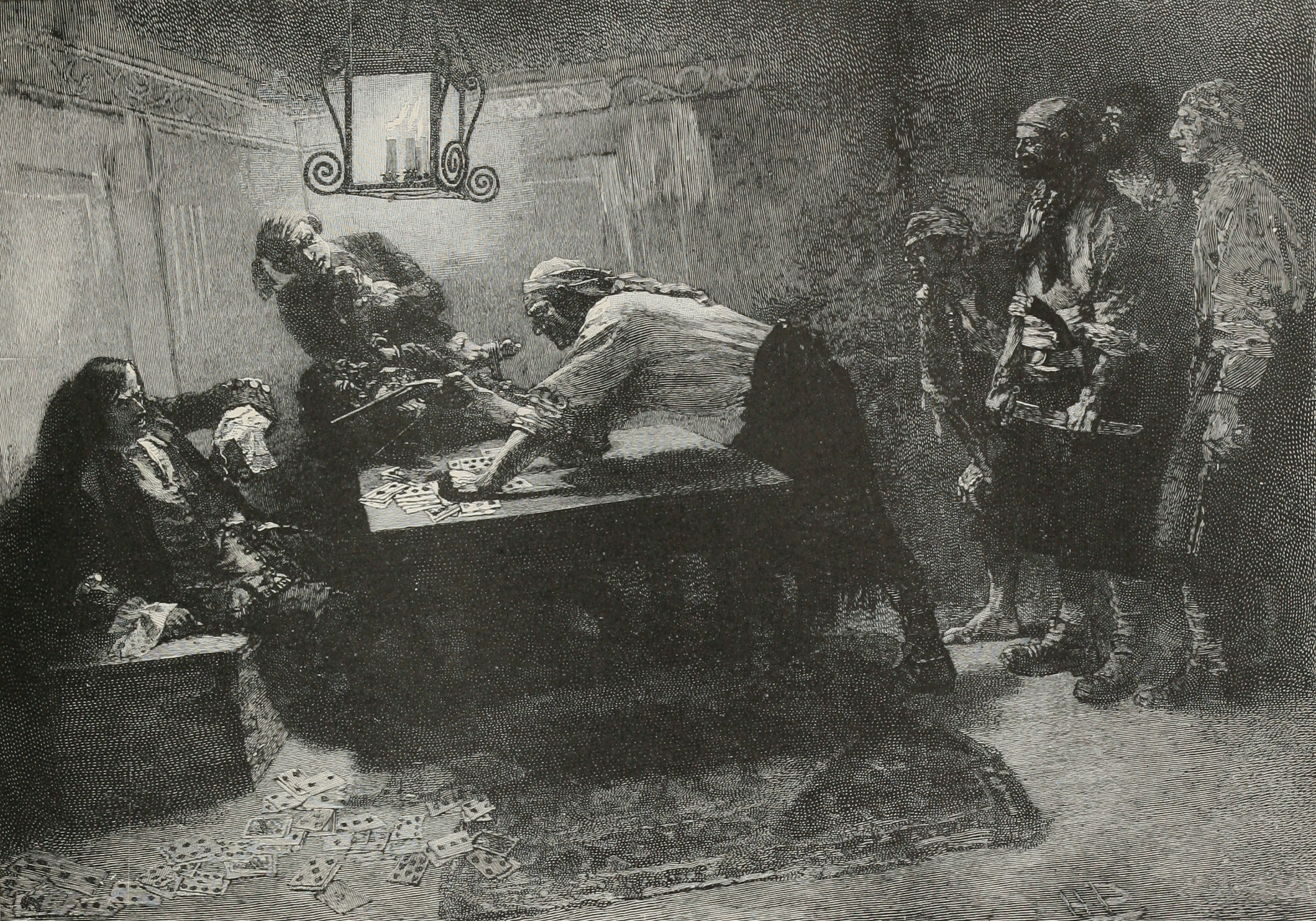
Acoso a un capitán en su camarote.

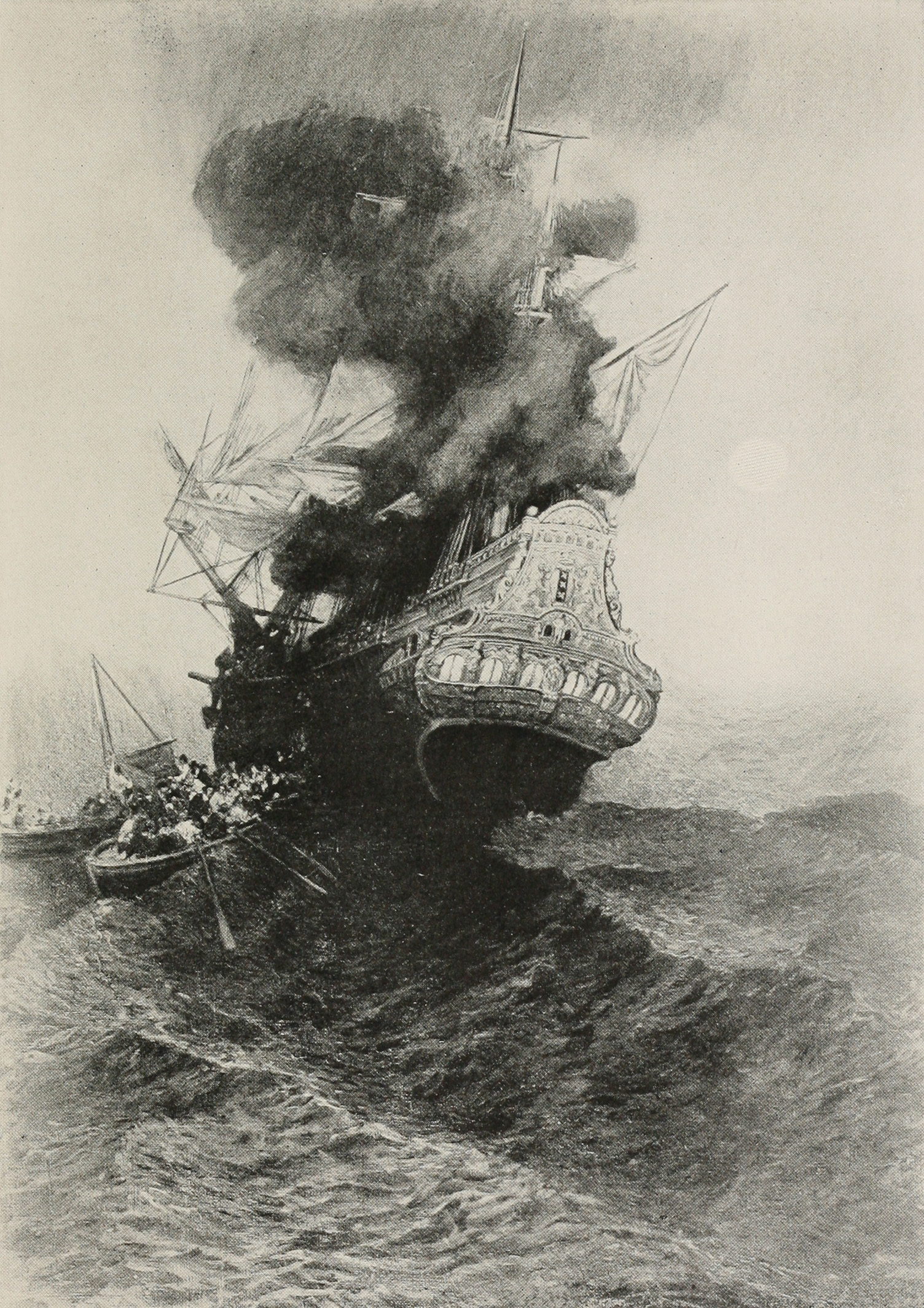
Buque incendiado. El Topaz acabó destruido por la explosión del salitre en su bodega.

… Ochenta y tres cajones de sederías de la India, cuatro grandes cajas de añil, muchas alhajas, relojes de todas clases y entre ellos un cronómetro; gran cantidad de piedras preciosas sueltas y empaquetadas de todas especies y colores; ropas de pasajeros; en una palabra, todo cuanto hallaron de valor fue conducido al bergantín…

El destino de los marineros y pasajeros del Topaz encerrados en la bodega del bergantín será la muerte a sangre fría en cubierta a manos de José dos Santos, Nicolás Fernández, Guillermo Teto y el portugués Domingo Antonio.

… se llamó á los infelices que se hallaban bajo cubierta, ordenándoseles que subieran uno á uno, y al hacerlo, uno de los piratas, afamado tirador, colocado tras el palo mayor, le hacía fuego, y el cadáver era inmediatamente arrojado al mar por los otros piratas.
[...]

Perecieron en esta horrible matanza de veinte á veinticuatro personas, según el testimonio de los mismos matadores, único que le fue posible consultar al Fiscal del proceso, sin que los delincuentes hayan sabido explicar la especie y número de los pasajeros, aún cuando no queda duda que entre las víctimas se hallaba un religioso ó misionero.

Soto había pensado en Freitas como ejecutor, porque el portugués mostró siempre un rechazo inequívoco a la violencia. Le pone una pistola en la mano y le ordena que comience él matando al capitán americano. Freitas dispara al aire la primera vez. Soto insiste para que mate a otro cautivo pero es de noche y Freitas consigue cebar disimuladamente con algo de estopa la piedra del arma, cuyo cebo no se inflama. El portugués salvó la vida a manos de Soto por la intervención del francés Goubin. Este incidente lo relatará en todos sus pormenores la prensa de la época. Manuel de Freitas no será ejecutado en la horca.
Cumplida la masacre Soto incendia la fragata para asegurarse de su desaparición. Un muchacho negro que había permanecido escondido en la bodega se ve obligado a salir; sube a la arboladura y va saltando de jarcia en jarcia a medida que las llamas prenden el velamen, hasta que sin fuerzas cae al agua y se ahoga «con gran diversión de los piratas que presenciaban la escena desde su buque». Cuando el fuego alcanza el salitre se produce una explosión que destruye la nave.

### Retorno a España

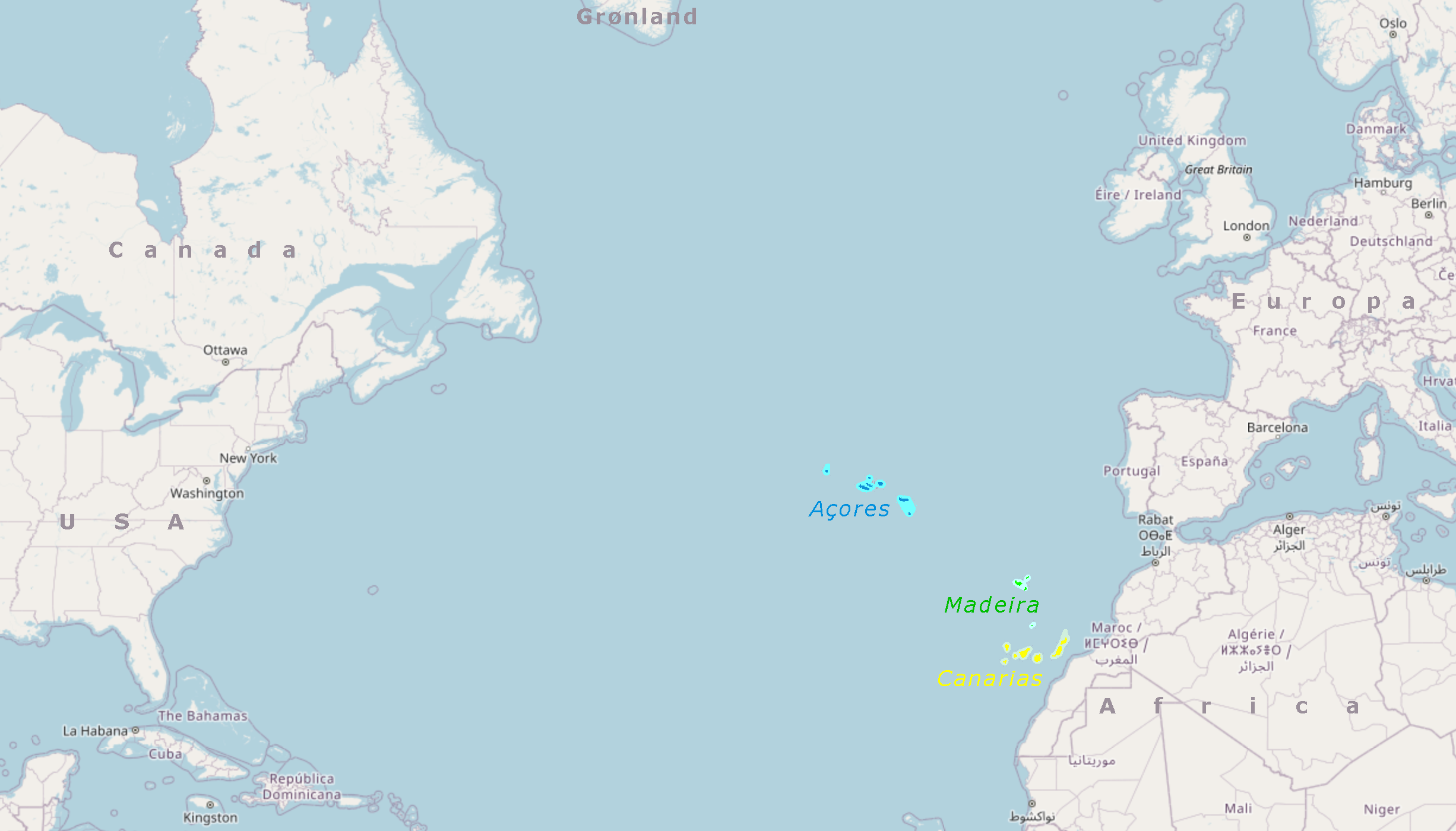
Las islas Azores en el Atlántico norte, con Lisboa (Portugal) mil quinientos kilómetros al este, y las Canarias al sureste.

#### Intento de motín y últimos abordajes
El botín logrado en sus dos abordajes hace pensar a Soto en la conveniencia de volver a casa en la ría de Pontevedra, donde cree que podrá vender fácilmente la mercancía haciéndola pasar por contrabando; además, de camino no desperdiciaría la ocasión de saquear las embarcaciones que se pongan a su alcance. El plan agrada a la tripulación y La Burla Negra pone rumbo norte hacia las islas Azores.
A pesar del aparente acuerdo general, se forma un grupo que pretende hacerse con el bergantín para retornar a Río de Janeiro. Consta que el portugués Domingo Antonio forzó la caja de armas de cubierta:

… Esto aconteció á las nueve horas de una noche muy lluviosa y oscura; pero al ruido que hizo con el chuzo de que se valió para forzar la cerradura, fué visto y conocido por su paisano José Francisco, á quien nombran y conocen por el pequeño, á causa de su reducida estatura, el cual se hallaba entonces al timón y pudo distinguirlo al querer ocultarse, mediante la tenue luz de la bitácora.

El complot llega a oídos de Soto. Domingo Antonio es sometido a una pantomima de juicio sumarísimo, que lo sentencia en el acto: tiroteado, acuchillado y, aún vivo, arrojado por la borda.
En rumbo a las Azores, cerca de las islas de Cabo Verde, Soto abordó un segundo bergantín inglés cargado de ladrillos, tejas y pipas vacías para ron. Ocho días después, cerca del archipiélago de las Canarias asaltó la bricbarca Sumbury, que viajaba a Saint Thomas. Con las Azores a la vista, abordó el Ermelinda, buque portugués procedente de Río de Janeiro, y ya en las proximidades de la costa española el bergantín inglés New Prospect. 

#### Pontevedra y el supuesto tesoro de Soto

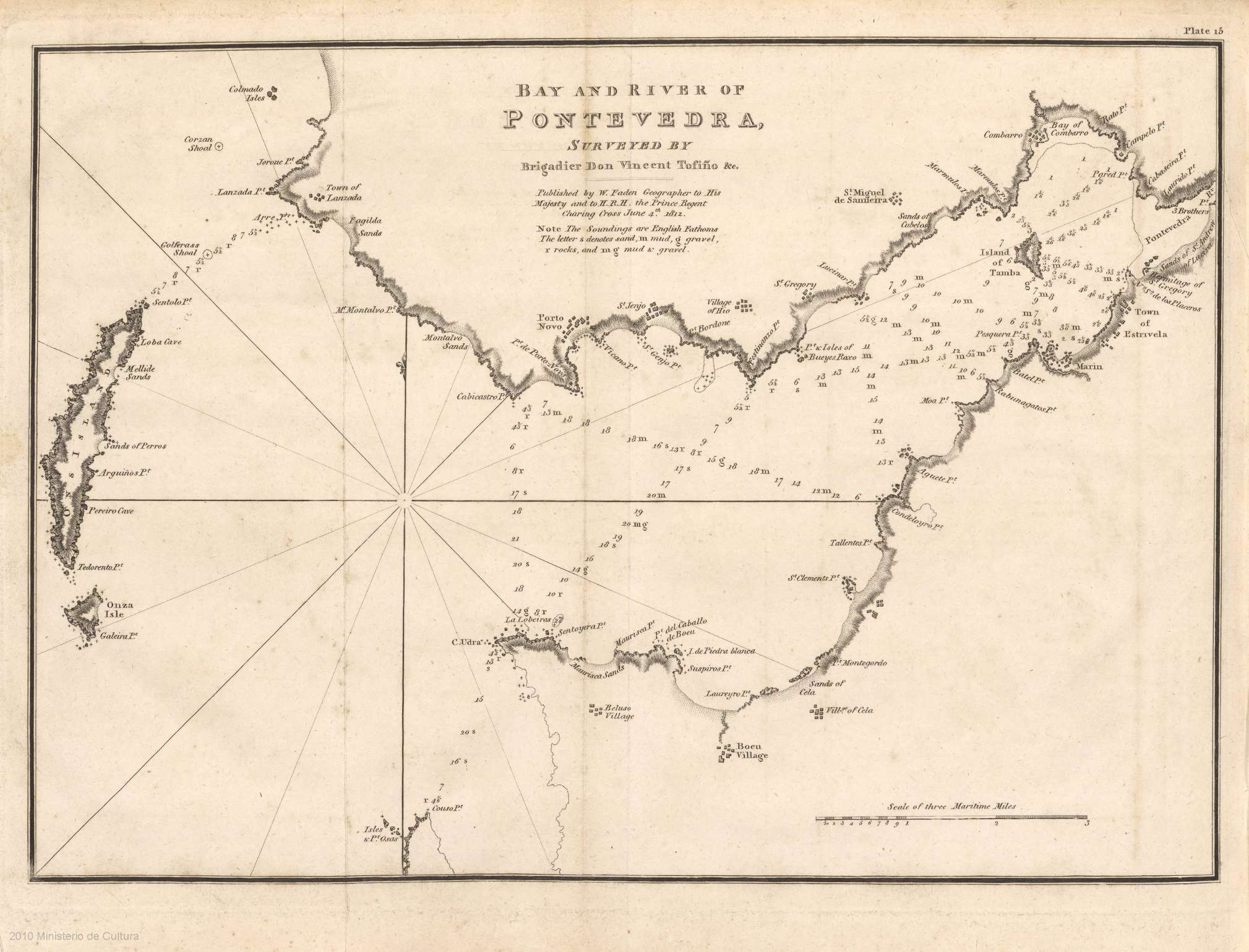
Carta náutica de la ría de Pontevedra en el. En la ribera sur, a la entrada de la ensenada de Bueu, se señala la «punta del Caballo de Bueu».

La aproximación de Soto a su puerto de origen es cautelosa. La Burla Negra fondea lejos en el cabo oeste de la ensenada de Bueu, lugar llamado Caballo de Bueu,  antes de hacerlo en Pontevedra el 10 de  abril bajo pabellón inglés. A requerimiento de la autoridad portuaria Soto informa que el buque es el «Buen Jesús y las Ánimas, procedente del Norte de América con carga de habichuelas, frutos del país, pólvora y balas». Al anochecer del día siguiente desembarca 

… acompañado de Santos, Fernández, Barbazán y Pedro Antonio, todos armados de espadas y pistolas; y de esta expedición regresaron a la misma hora del siguiente día. En este espacio de tiempo comunica Soto con su tío y otros de su familia, con los que confabuló, probablemente, los medios para intentar introducir el cargamento. 

Si bien los testimonios de estos movimientos de Soto son escasos y confusos, parece seguro que logró transportar en bote a lugar seguro lo principal de la carga:

… los efectos de más valor en menos volumen, como alhajas de oro y plata, piedras preciosas y otros objetos de gran precio […] Grande debía ser su valor puesto que Benito Soto dijo después en presencia de varias personas á bordo, que ya estaba descuidado, pues que tenía en tierra lo suficiente para que él y sus cómplices pasasen el resto de sus vidas con toda holgura. 

Que existió un «tesoro» cuenta no sólo con la referencia verbal del propio Soto, sino además con referencias documentales:
• Luis Murphy, capitán del puerto de Marín (Pontevedra), en carta (1891) dirigida a Joaquín Lazaga y Garay: 

… Las noticias que he podido adquirir concuerdan casi en todo con las que V. me mandó. El bergantín Defensor de Pedro llegó á esta ría el año 1828, fondeó en el sitio denominado Caballo de Bueu, é hizo un alijo muy considerable de riquezas, en sederías, joyas, etc., etc……; dicho alijo lo efectuó Soto en un bote propiedad de E.O., de Pontevedra, y fué escondido en casa de sus tíos los A., de los que no existe ninguno. Su protector aquí fué un tal D.F.J.B., hombre rico y de mucha influencia; un verdadero cacique.

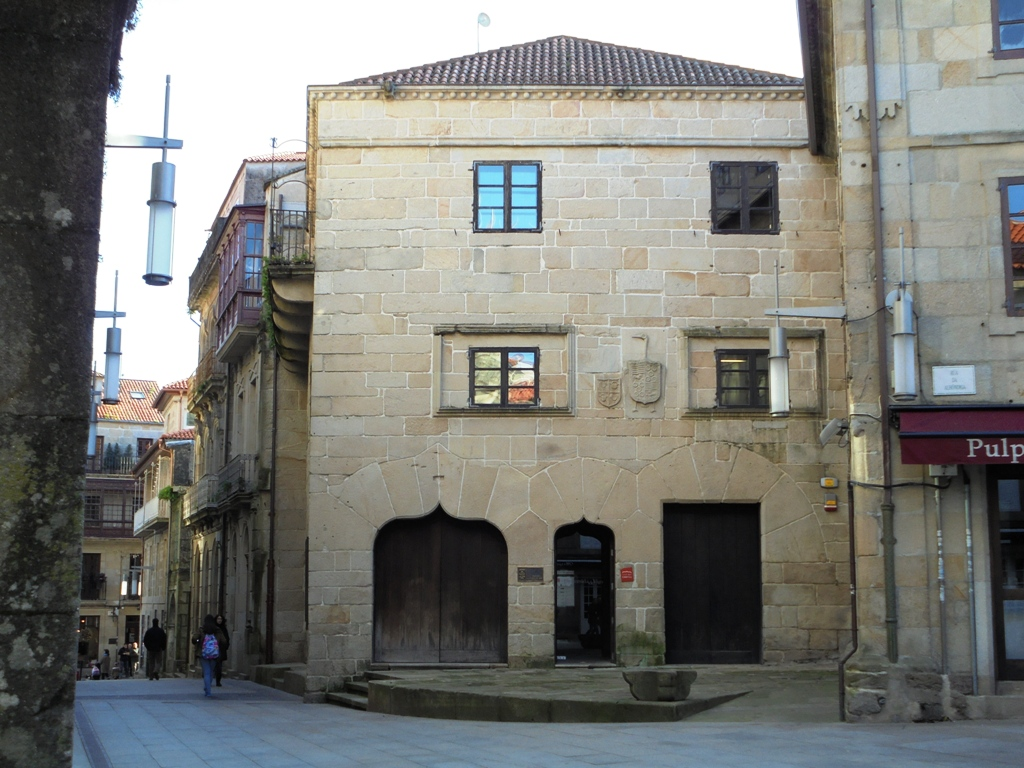
Fachada occidental de la Casa de las Campanas, el edificio civil más antiguo de Pontevedra. Según rumores, aquí habría escondido Soto lo más valioso de su botín.

• Jorge Lasso de la Vega, fiscal del proceso contra los piratas, en su petición de pena para Nicolás Fernández, segundo capitán de presa: 

… Su intimidad é influencia con Soto fueron tales, que éste llegó a confiarle la comisión arriesgada de bajar solo á Pontevedra á dar pasos para la introducción clandestina de las alhajas y efectos preciosos robados en el mar, la que tuvo efecto por intermedio y cooperación del tío de aquel cabecilla. Fué también uno de los agentes más señalados en La Coruña por la ilegal introducción y depósito en su Real Aduana; y todo comprueba haber sido uno de los piratas más decididos y notables.

Por lo tanto, parece que el pirata depositó lo más valioso del botín en su ciudad; otra cosa es dónde y qué fue de él. Los rumores, especialmente en el siglo XIX y principios del XX, señalaron insistentemente la Casa de las Campanas como escondite del «tesoro de Soto»; o la «casa del tesoro» en la Moureira de la Barca.  El hecho es que nunca se encontró nada.

#### Entrada en La Coruña
Cumplidos sus objetivos en Pontevedra, Soto zarpa hacia La Coruña para vender el resto de la mercancía de mayor bulto: cajas de sedería, fardos de café y canela, y demás. Para asegurar el éxito de la operación acomete dos acciones: la primera, centrada en la tripulación; la segunda, relativa a la «documentación legal» del navío.
Respecto a la tripulación, hacía algún tiempo que Soto sospechaba de la fidelidad de alguno de sus hombres, recelando de que a la primera oportunidad que se les presentase hablaran claro sobre el bergantín y su carga. Tres eran los principales sospechosos: el único marinero del Topaz del que se habían compadecido, el cocinero Juan y el negro Joaquín. Conjura el peligro ordenando sus asesinatos, que ejecutan José de Santos, Nicolås Fernández y Domingo Antonio. 

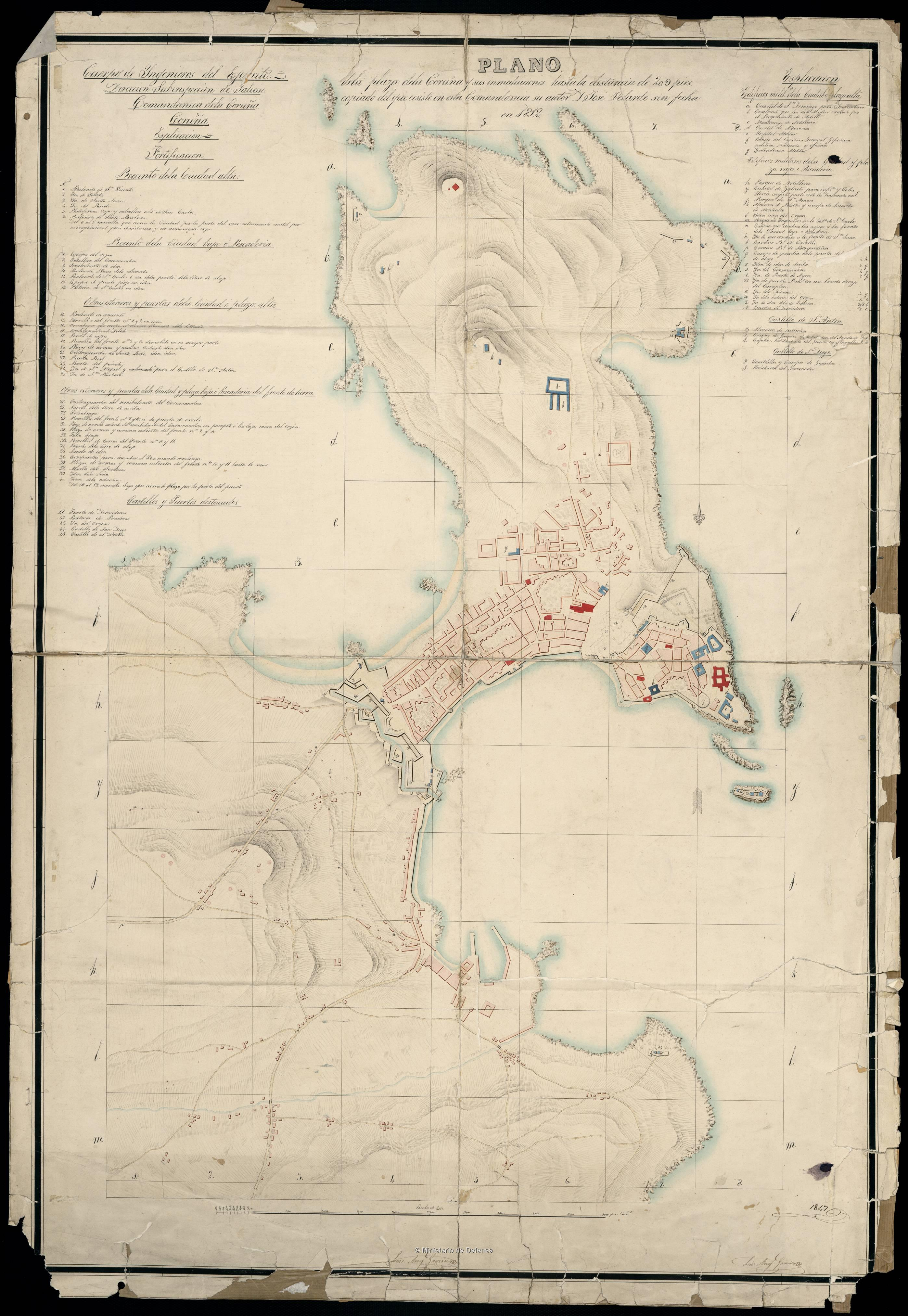
La Coruña (1812). En el centro el istmo que forma la península coruñesa. Al noroeste, la ensenada del Orzán. Al sureste, la abrigada ría de La Coruña en el golfo Ártabro, ubicación del puerto.

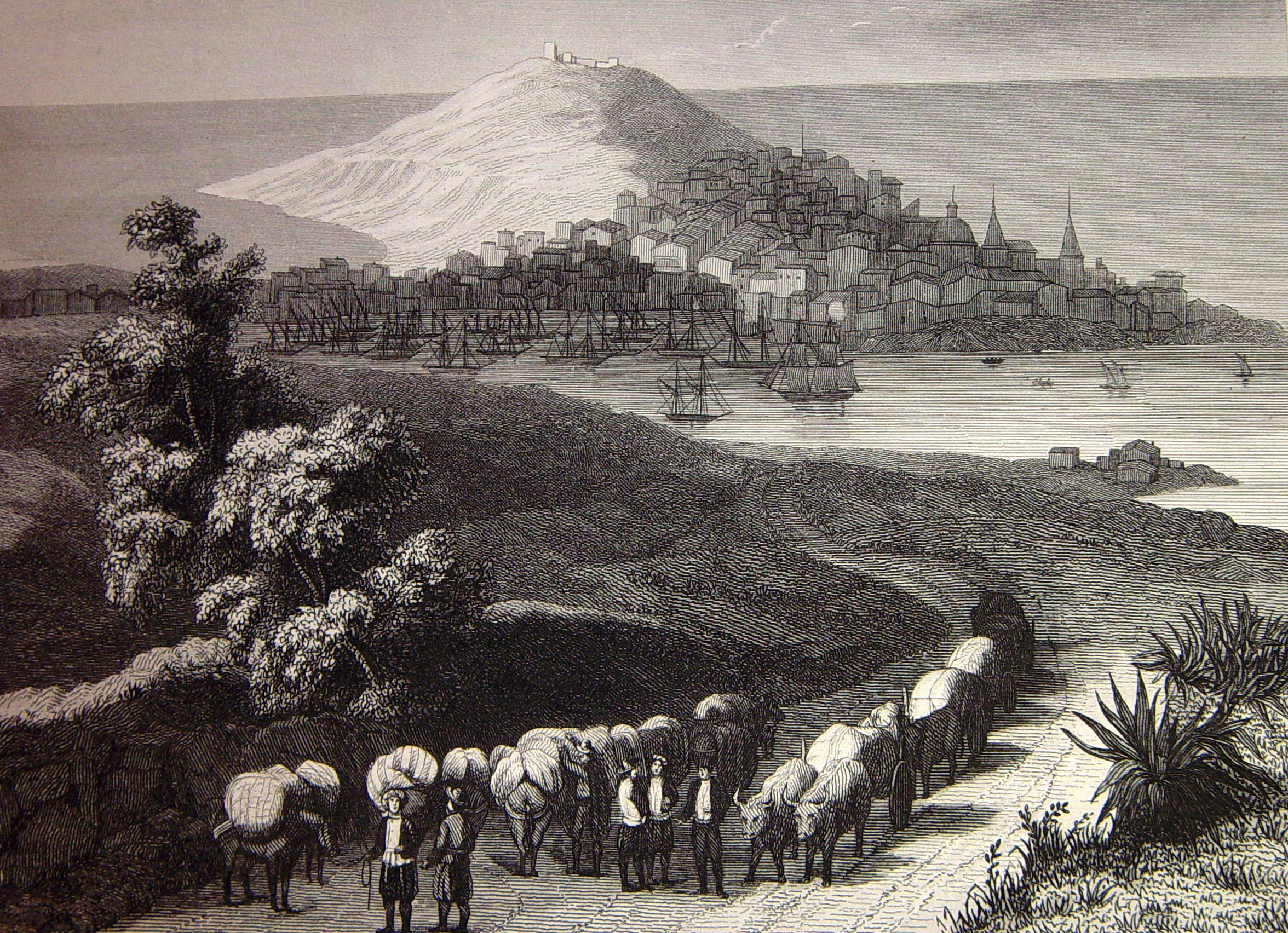
La Coruña a mediados del (el norte, arriba), con barcos en el puerto.

La «documentación» del buque requerirá mayor preparación y de una elaboración cuidadosa para lo que Soto cuenta con los conocimientos del piloto Manuel Antonio Rodríguez que dicta «el modo y las expresiones», y las habilidades escribanas del portugués Manuel de Freitas. Discuten y redactan una «protesta de mar», es decir, un acta que justifica la presencia del bergantín, su estado, su tripulación actual, su ruta y su carga, en evitación de sospechas de ilegalidad:

… Que el bergantín había salido de Río de Janeiro para las islas de Cabo Verde con cargamento de aguardiente, sederías y café… (precisamente los géneros robados que había á bordo). 
… Que una parte del citado cargamento lo habían desembarcado en dichas islas, y no pudieron hacerlo del resto existente porque sobreviniendo un gran temporal, tuvieron que hacerse a la mar abandonando la lancha con diez hombres, los cuáles, aunque intentaron venir á bordo, no lo pudieron conseguir por la fuerte marejada… 
… Que en otra ocasión se fueron con una verga al agua seis ó siete hombres, habiendo fallecido los que faltaban de enfermedad… 
… Que desarbolaron por dos veces […] y era tanta el agua que hacía el bergantín que no pudieron achicarla sino á costa de carecer de todo descanso… 

El piloto Manuel Antonio Rodríguez se hará pasar por el comandante del bergantín …

… para darle el aspecto legítimo y legal de que carecía, coadyuvando con esta superchería criminal á engañar á las autoridades civiles y militares de la Coruña, ante quienes se presentó con aquel falso carácter, revistiendo la ropa é insignias del Capitán Sousa Sarmento, á quien abandonaron en la costa de África. 

Para completar el engaño Soto simula daños en la arboladura rompiendo algunas partes de ella, y barrena la proa para provocar una inundación controlada que se correspondiera con lo relatado en la «protesta». Conmina a la tripulación, "especialmente á los portugueses", a guardar silencio bajo amenaza de muerte. Rodríguez, el piloto, se hará pasar por «comandante» con el nombre de «Pedro Mariz de Sousa Sarmiento», el auténtico capitán del O Defensor de Pedro que había quedado abandonado en Sao Jorge da Mina (Costa de Oro África) cuando Soto se apoderó del bergantín. 
Hechas todas esas prevenciones, el bergantín entra en el puerto el 26 de abril bajo pabellón del Imperio brasileño, con las bombas de achique en funcionamiento para así llamar aún más la atención sobre una nave «maltrecha» que viene de pasar grandes «penalidades». Lo que hubo de discreción y sigilo en Pontevedra, lo habrá de aparatosidad en La Coruña. 
El único contratiempo que enfrenta Soto en La Coruña es la huida de Nuño Pereira, "hombre de su confianza y mesa privada", 

… que pudo esconderse en una casa del barrio de Santa Lucía, extramuros de la ciudad, y de allí, siendo las dos de la tarde próximamente, pasó al domicílio del Cónsul B. S., á quien descubrió, como su autoridad más próxima y natural, su particular situación y la historia criminal del bergantín, pidiendo con insistencia que éste fuese detenido y embargado. 

Con todo, el buque no fue intervenido por la autoridad, si bien tuvo que zarpar precipitadamente.

#### Cohecho y corrupción
Tanto en Pontevedra como en La Coruña, y más adelante en la llegada a Cádiz, los inspectores no pusieron objeción alguna a la documentación amañada ni prestaron atención a los numerosos indicios de ilegalidad en la mercancía y tripulación. La facilidad con que se desarrollaron los trámites de entrada y la prontitud con que se descargó el botín no se explican sin la existencia de autoridades sobornadas, pues, en palabras del propio Soto, «en España se vendía hasta el último clavo» y «lo que en ella no hacía el dinero, ni Dios Nuestro Señor era capaz de hacer». «Barbazán» lo confirma en su testimonio durante el juicio de Cádiz:

… el cargamento desembarcado en la Coruña valía más de cien mil pesos; pero que había quedado reducido sólo á treinta mil, pues que lo restante lo recibían los empleados para allanar las dificultades que habían ocurrido para la descarga del buque, en lo cual se comprendían lo del Resguardo, Sanidad, Aduana, y de cuántas eran necesarias. […] … en cuanto á la loza la regaló Benito Soto al Escribano de Marina por medio del piloto Manuel Antonio Rodríguez, cuya loza era robada de la fragata portuguesa.

Ignacio de Lareaga, defensor de Pedro Antonio, incide en el mismo punto:

… ¿Podía quedar duda ni ocultarse á ninguno de la tripulación que Benito Soto tenía tomados todos los caminos con el oro que supo derramar por mano de sus agentes, como lo acredita la facilidad con que hizo su descarga y sin la menor oposición, con la introducción de efectos en la Aduana, sin atraer la más mínima sospecha de ninguna autoridad ni empleado? 

La existencia de sobornos queda definitivamente atestiguada por el fiscal Jorge Lasso de la Vega:

… Ellos vieron en la Coruña realizadas las jactanciosas esperanzas de Soto, aún más allá de lo que éste pudo prometerse. Vieron sostenerse aquella farsa criminal sin que tantas y tan multiplicadas apariencias de delito produjesen el menor daño ni persecución á sus actores… 

… no son de este lugar las sobradas razones con que se demuestran la ilegalidad de las diligencias practicadas en aquella indagación sumaria y la sustitución de las declaraciones que obran en el referido expediente. Sólo indicaré que de lo actuado hasta la fecha han resultado cargos contra determinada persona, de que se ha formado ramo separado, que por superior determinación reciente no pertenece ya al conocimiento de éste Tribunal militar…

### La Isla de León (Cádiz)

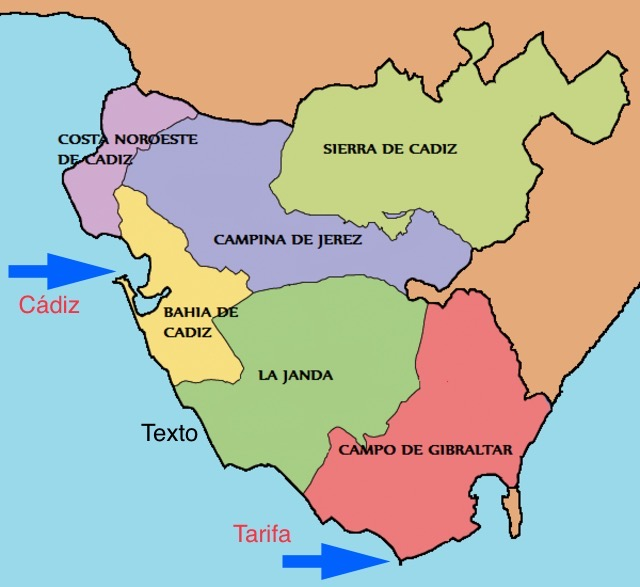
Posición relativa de Cádiz y Tarifa.

Con rumbo sur, a la altura de Lisboa Soto participa a los suyos su intención de dirigirse a Gibraltar. El 9 de mayo de 1828 ven las luces del faro de San Sebastián de la Isla de León en la bahía de Cádiz, que toman por las del de Tarifa, mucho más al sur. Creen haber llegado al estrecho de Gibraltar y embarrancan en la playa de Santa María, entre la fortaleza de la Cortadura y el ventorrillo del Chato. Seguros de haber llegado a su destino, 

… izaron los cañones que estaban en la bodega y los dejaron caer, con el objeto de desfondar el buque y evitar de esta suerte toda probabilidad de ponerlo á flote. 

El vicecónsul inglés J. M. Brackenbury y otras autoridades se personan en la playa ofreciendo ayuda a quien dice ser «Mariz de Sousa Sarmiento», «capitán» del «O Defensor de Pedro», cuyo «piloto» es Benito Soto. El «capitán» declina el ofrecimiento; no necesitan ayuda. 
Soto se pone en contacto con un traficante de efectos navales Ramón Sánchez que compra el bergantín para desguace por veinte mil reales de vellón. El pago sería al contado previo informe del Tribunal de Guerra sobre la legalidad de la operación. No existiendo tal informe, la venta no llega a formalizarse.
La tripulación se mueve libremente por Cádiz durante varios días, pero acaba haciéndose notar por su comportamiento impropio:

… iba por la ciudad derrochando el dinero, conducta que no decía bien en marineros náufragos […] hacía abrigar sospechas á las diferentes autoridades de Cádiz que los tripulantes no eran lo que manifestaban ser. Fueron, por lo tanto, citados separadamente á fin de que declarasen acerca del objeto de su viaje, refiriesen lo ocurrido durante ese tiempo y explicasen el haber perdido tantos compañeros, pues la lista de tripulantes contenía los nombres de cuarenta y nueve, y sólo diez y siete habían venido á tierra cuando el buque encalló. 

Citados por la justicia para rendir cuentas, huyen cuatro de ellos (Benito Soto, José Santos, Nicolás Fernández y Antonio de Laida), lo que provoca el arresto inmediato de los restantes. Soto se dirigió a Gibraltar, Santos a Génova y los dos últimos a La Coruña. Soto y Santos serán juzgados en rebeldía por el tribunal de Cádiz. Nicolás y Antonio son capturados y devueltos a Cádiz.

#### Consejo de guerra en Cádiz y ejecuciones

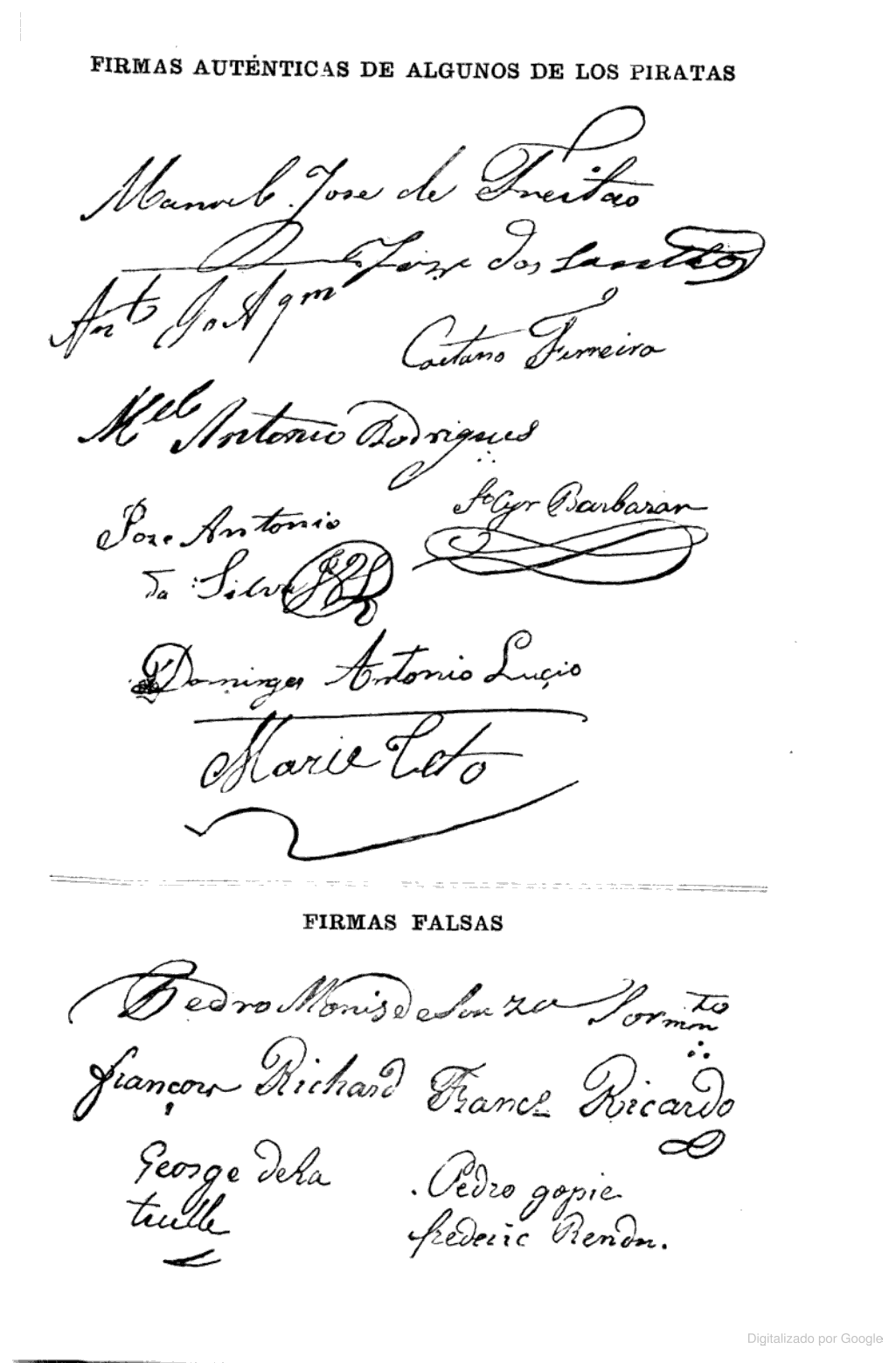
En primer lugar la firma de Manuel José de Freitas. Después de Ferreira, la del piloto Rodriguez.

El 19 de noviembre de 1829 se reúne el consejo de guerra en San Fernando (Cádiz). El 3 de diciembre dicta sentencia: doce condenados a muerte en la horca, cinco a penas de cárcel y una absolución. 
Freitas está entre los que no serán ahorcados:

Está justificado que el marinero portugués Manuel José de Freytas, no tan sólo fué de los sorprendidos y forzados cuando el alzamiento, en la costa de Mina, sino que en el mismo acto fué herido de consideración en un costado. Afírmanlo así varios testigos y existe un comprobante de este hecho en la dilatada cicatriz que conserva. También ha visto el Consejo su loable y aventurada determinación de desobedecer los mandatos de Soto cuando éste feroz cabecilla lo eligió con refinada crueldad para dar muerte en el bergantín al Capitán y marineros de la Topacio, y cómo eludió con evidente riesgo de su vida aquella orden sanguinaria.

El piloto Manuel Antonio Rodríguez es asimismo condenado a prisión (diez años). El fiscal aprecia en primer lugar «…la loable resignación y firmeza con que supo soportar los primeros desacatos y violencias de la insurreccionada tripulación, perseverando en la senda del deber […] la repugnancia con que prestó su ministerio á los intentos de los sublevados, después de haber sufrido toda clase de violencias…». No obstante, «incurrió luego en graves culpas que lo constituyen reo». El tribunal repara en que el piloto «concertó con Soto y principales cabezas el modo de arribar sin riesgo á La Coruña, fingiendo para esto una protesta de mar y encargándose de dictar el modo y las expresiones.»
Otros tres serán enviados también a presidio: Cayetano Ferreira, José Antonio Silva y Antonio Joaquín.
El jovencísimo negro Joaquín «Palabra», que pertenecía al tonelero del bergantín, es el único absuelto:

Quedó, pues, sirviendo en la cámara á Benito Soto, quien parece se lo apropió exclusivamente […] Nada pues resulta contra él […] no sólo un inocente, sino un ser desgraciado por su esclavitud, y más desgraciado todavía por haberse visto envuelto en sus primeros años entre una turba de malvados y asesinos, con quienes la adversidad de su estrella le fuerza á comparecer para escuchar el justo fallo de la ley.

Para ocho de los condenados a muerte se añade la decapitación del cadáver, con exposición ejemplarizante de la cabeza «en escarpia a la orilla del mar».
El 14 de diciembre se aprueba la sentencia que debe ejecutarse en la plaza de Cádiz «con el objeto de hacer más público el castigo de los culpados».  El 2 de enero de 1830 son trasladados desde su prisión a la Real Cárcel de Cádiz para su ejecución en el glacis de la Puerta de Tierra, que deben presenciar los seis reos con penas de prisión. Ante el patíbulo «desmayaron algún tanto, si bien lograron reponerse al poco tiempo». 
El 23 de enero los condenados a presidio son devueltos a la Casa de Cuatro Torres para el cumplimiento de sus penas. El absuelto Joaquín «Palabra» es entregado al cónsul de Portugal José González Vieira el 27 de febrero. 

#### Juicio de Soto en Gibraltar
Soto llega a Gibraltar huido desde Cádiz, donde esperaba entrar en contacto con un comerciante para el que tenía unas cartas de introducción, pero será preso igualmente. Si bien ya había sido juzgado y condenado a muerte en consejo de guerra, por expreso deseo del rey Fernando VII quedará en manos de la justicia inglesa, con la reserva de que en caso de absolución sería devuelto a la justicia española.

Concluyo por el Rey que Benito Soto, luego que sea habido, ya fuese por efecto de la reclamación hecha al Gobierno de Su Majestad Británica, o de algún otro modo, si los tribunales ingleses, a cuyo juicio se halla sometido, lo declarasen indemne por falta de comprobantes para la expiación de sus delitos o identidad de la persona, previas las formalidades legales y necesarias, sea arrastrado, ahorcado y descuartizado y su cabeza colocada en un paraje visible a orillas del mar, para público y general escarmiento.

El 13 de enero de 1830 el Gran Jurado del Almirantazgo lo acusa ante el gobernador sir George Don, caballero gran cruz de la Orden del Baño:

Los Jurados de nuestro señor el Rey, bajo juramento, hacen presente: que Benito Soto, últimamente de Gibraltar, de ocupación marino, el día diez y nueve de Febrero, en el noveno año del reinado de nuestro señor Soberano Jorge IV, por la gracia De Dios, […] con fuerza y armas, en alta mar, en un cierto sitio distante sobre una legua de la isla de Ascensión, y dentro de la jurisdicción del Almirantazgo de Inglaterra, de un modo pirático y con felonía, abordó, rompió y entró en un cierto buque mercante llamado Morning Star… 

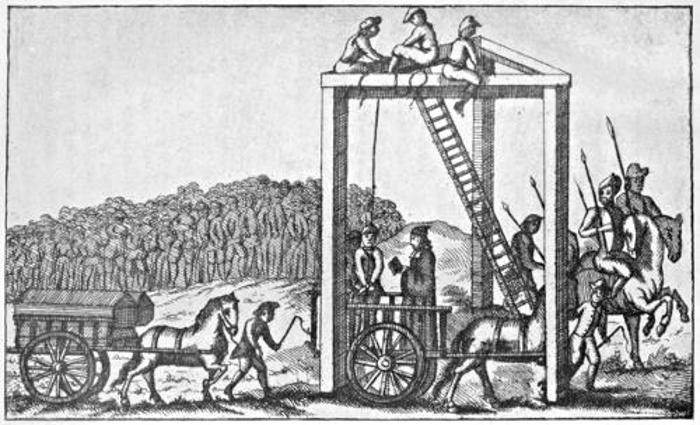
Ejecución pública en la horca. El reo es asistido por un sacerdote. A la derecha, guardias a caballo. A la izquierda, carro con el ataúd. Al fondo, el público asistente.

Comparecen como testigos algunos supervivientes del The Morning Star, enviados desde el Reino Unido por el Almirantazgo (Andrew Beyerman, mayordomo; Charles Henry Wilkinson, pasajero; George Bushby, primer piloto) que dan cumplido testimonio del asalto. 
Será condenado a morir en la horca por la ejecución u ordenamiento de 75 asesinatos comprobados y 10 embarcaciones saqueadas o hundidas. 
A las 9 de la mañana del 25 de enero llega Soto al lugar de ejecución en las inmediaciones del Castillo de los Moros donde se habían formado grupos de personas para presenciar el ajusticiamiento. El reo iba asistido por un sacerdote español y con un crucifijo en la mano.

… Detrás, y conforme á los usos del país, aparecía una carreta, y sobre ella el féretro destinado á contener sus restos. Esta circunstancia llamó la atención de Benito Soto, hasta el punto de hacerle volver con frecuencia la cabeza; mas seguidamente tornaba á separar la vista de ella, porque, en honor de la verdad, debemos decir que la presencia de aquellos atributos de muerte le hacían daño.

La actitud del condenado era firme y serena. Subido a la carreta arengó a los presentes aceptando su destino. Según el historiador de la piratería Philip Gosse (1924) «subió al ataúd para colocarse él mismo la soga alrededor del cuello, y gritando "adiós a todos" se arrojó al vacío».

### Repercusión en la prensa de la época
Los periódicos españoles daban cumplida noticia del final de Soto y de su banda con un tono moralizante:

Han sufrido entre ayer y hoy la pena a que se hicieron acreedores, y si bien semejante espectáculo no puede menos de conmover a las almas sensibles, la memoria de los hechos atroces que cometieron de la sangre inocente que derramaron, y de las muchas personas que fueron víctimas de su ferocidad, excitará la indignación general, y todos aplaudirán las sabias disposiciones de la justicia, que satisfaciendo la vindicta pública ha librado la sociedad de unos monstruos que no podían sino continuar llenándola de males y de horrores.

Con la información de las ejecuciones se facilitaba un relato extenso de los hechos que las justificaban. El episodio del portugués Manuel José de Freitas, que resuelto a no matar a nadie contravino una orden directa de Soto, fue muy destacado: «… Este cuadro horroroso todo es sangriento y brutal escepto [sic] la figura del piadoso Freitas…» 

## El milano de los mares (poema)
El poeta Andrés Muruais Rodríguez (1851-1882) escribió un poema dedicado a Benito Soto, cuyo título, "El milano de los mares", lo tomó de la novela de Alejandro Benisia (1830-1876). Se publicó por primera vez en la antología "Cantos inarmónicos" (enero de 1874), colección de poemas que se fueron publicando en el periódico pontevedrés El Deber.
| Bebamos, gocemos, y en sangre teñidos Cien cráneos rompamos, no hayamos piedad; Mil muertos hollemos sobre ellos dormidos, Y audaz nos despierte rugiente huracán. Que el buque se encuentre de miembros sangrientos Cubierto, y de rojo nos tiñan los pies. Que apaguen las olas los sordos lamentos De aquel que expirante su muerte prevé. Que rujan los truenos, que nuestra victoria Bramando del cielo pregone la voz, Pues solo matando se encuentra la gloria Y al fin si matamos también mata Dios. Bebamos, borrachos el hacha empuñemos, Brillantes los ojos indiquen furor; Con ríos de sangre tan solo soñemos, De gritos de muerte durmamos al son. Que estalle iracunda tormenta horrorosa, Que el rayo los cielos veamos rasgar, Con furia indomable la mar caprichosa Que el buque sacuda creciendo en afán. Que el agua y la sangre nos mojen ¿qué importa, Si el vino espumoso nos presta calor? Bebamos, brindemos, la vida es muy corta. No importa; retemos al mundo y a Dios. Sones del Milano los que horribles canto, Así entonan beodos roncamente Mientras la noche extiende el negro manto Sobre el dormido mar calladamente. Y nubes que sombrías, silenciosas, Allá en el horizonte se ocultaban, Se extienden en figuras caprichosas Mientras ellos su canto comenzaban. Las tinieblas aumentan, llegan, crecen, Recubre al horizonte negro velo Que se extiende sin fin, y desaparecen Revueltos en la oscura mar y cielo. Un buque, a quien las sombras circundando, Confuso e invisible hacen muy luengo, Es quien está en su seno albergue dando A una tripulación de almas de fuego. La forman cien piratas, bravos, fieros Que del mundo terror a centenares Enemigos vencidos, prisioneros, Arrojaron al fondo de los mares. Feroces son: miradlos en la orgía. Inmunda bacanal mejor sumidos, De aspecto horrible, sucio y faz bravía, Estúpido mirar y ojos hundidos. Borrachos caen pero blasfemando Se alzan luego con bocas espumantes Y otra botella apuran pronunciando Mil palabras obscenas, delirantes. Y vuelven a caer pesadamente Palabras murmurando incomprensibles, En tanto el viento agita sordamente Las olas con sus alas invisibles. Y se insultan y arrojan con estruendo De botellas los cascos ya vacíos Con ellos la bodega recubriendo Y al cielo desafían siempre impíos. Van cayendo uno a uno, amontonados Se agitan sobre el sucio pavimento Y uno solo los mira aletargados Distraído, sin voz, sin movimiento. Es un gigante vigoroso, fuerte, De barba larga, espesa, enmarañada, Que una estatua asemeja por lo inerte Y aterra allí mirarla colocada. Su indefinible abigarrado traje, El anchísimo, velludo pecho enseña De piel curtida cual la de un salvaje Que el coloso en lucir no se desdeña. Su hercúleo brazo tiene arremangado. En la ancha mano apoya la cabeza Y el codo en tosca mesa sustentado, Revela en su ademán honda tristeza. Alguna vez sonríe; aterradora Es la sonrisa que en sus labios vaga Y un ligero carmín su faz colora De un fuego interno chispa que se apaga. A veces con mirada desdeñosa Contempla a sus dormidos compañeros Que a impulsos ruedan de la mar furiosa Que el buque hace crujir con golpes fieros. | Otras presta atención y oye del viento Al chocar en las velas los chasquidos Pronunciando en voz baja un juramento Con los ojos al cielo dirigidos. Al fin se pone en pie; sobre cubierta A un mástil arrimado vese luego Contemplando la frente descubierta Cual el mar se enfurece, con sosiego. Su poblada melena el viento agita: La obscuridad le envuelve, le rodea De sus ojos tan sólo el fuego imita La mirada que a veces centellea. Dos horas pasan en que el viento arrecia Las olas crecen, con el buque juegan Y él permanece allí porque desprecia Las olas que van y las que llegan. Y crece el huracán y en furia crece La mar que se revuelve alborotada Y que goza en mirarla así parada Pues deja oír sonora carcajada. Y el buque salta, cruza, rompe, hiende, Las olas ocultándose bajo ellas. Pero pronto orgulloso, altivo asciende Y la escena iluminan las centellas. Rugiente el trueno ronco retumbando Sobre los velos que extendió la noche La voz de Dios parece amenazando O al mundo dirigiendo algún reproche. Y brilla el rayo rápido vibrante Las sombras disipando débilmente Un momento no más, un solo instante Para hundirse en el mar rápidamente. Y con estruendo aterrador prosigue Rugiendo el trueno, el huracán bramando Su furia sin que nada lo mitigue. Siguiéndola el pirata contemplando. Mas no sonríe ya: sino que inquieto La oscuridad indaga y afanoso Procura descubrir algún objeto Que allá divisa sobre el mar furioso. Ve allá a lo lejos cuando el rayo alumbra Un buque que aparece y que se oculta Que si a veces el mar al cielo encumbra En su seno otras veces le sepulta. Con voz que al trueno y al huracán domina ¡Presa a la vista! fuertemente grita. Y un rayo en su mirada que examina el objeto que el mar rugiendo agita. Y pronto soñolientos la cubierta Llenan los hombres que el Milano abriga Tendiendo en derredor la vista incierta Dispuestos del combate a la fatiga. En desorden el traje, armas siniestras Empuñan que al mirarlas horroriza: Con furia las oprimen en las diestras. Y se anima su faz dura, cobriza. Y procuran la presa que codician, Al alcance tener de sus cañones Y el pensamiento abrigan y acarician de vencerla luchando cual leones. Y unas veces las olas los alejan De la presa que hacer luchando quieren Y a ella aproximarse otras los dejan Y ellos con gritos el espacio hieren Del trueno que ruge, ¿qué ronco bramido Qué estrépito horrible la voz apagó? ¿Por qué los piratas con fuerte alarido con ¡hurras!, saludan tan hórrido son? La muerte invisible su aliento infectado Lanzó a los cañones con torvo mirar Las tablas del puente del buque atacado De sangre muy pronto teñidas están. Comienza el combate que el rayo ilumina Al trueno responde la voz del cañón Y sobre las aguas el viento camina Movibles montañas formando veloz. ¡Viva! ¡Oé! valientes, son nuestras sus vidas Luchando vencimos… ¡bien venga el botín! ¡A ellos! que viertan las anchas heridas de sangre enemiga torrentes sin fin. ¡Qué caigan! ¡Que mueran! ¿Quién vence al pirata? Ni ruda tormenta ni fuerte huracán El mundo le tiembla cobarde y le acata Las olas y el viento sumisos le están. |

## Teatro
- El último pirata (Jorge Parada Mejuto, 1996) es llevada a escena por la compañía de teatro pontevedresa "105 BESOS" de Vicky Estévez y Tito Montes.

## Benito Soto epónimo
- En 1948 los escritores Sabino Torres, Manuel Cuña Novás y Emilio Álvarez Negreira fundan la «colección Benito Soto» (1948-1952) de poesía. Un año después se suma al proyecto Celso Emilio Ferreiro. Fue el primer proyecto editorial que publica en gallego desde 1936.[61]
- En la Moureira de la Barca de Pontevedra hay la calle Benito Soto (36002) que enlaza Jofre de Tenorio y san Guillermo.
- El 3 de junio de 1904, durante la campaña de pesca en la almadraba de San José (Cádiz), un tal «Malos Pelos» encontró unas monedas en la arena. Se corrió la voz y todo el pueblo se llevó monedas a casa. Según algunos,[62] eran restos del tesoro del Burla Negra,[n. 12] unas mil quinientas monedas de a ocho reales de curso legal del reinado de Fernando VI, acuñadas en Méjico a mediados del siglo XVIII. Conocidas como monedas «de ambos mundos», porque en su reverso figuraban dos esferas terráqueas, o «duros antiguos» por su semejanza con las monedas de cinco pesetas, desde entonces fueron popularmente llamadas «calderilla de Benito Soto». Al año siguiente, Antonio Rodríguez, «el Tío de la Tiza», compuso un tanguillo titulado «Los duros antiguos», himno oficioso del carnaval gaditano.[64]
- En Ávila existió (2016) un grupo de rock Benito Soto.[65]

### Historia
- Lazaga y Garay, Joaquín (1892). Los piratas del Defensor de Pedro. Extracto de las causas y proceso formados contra los piratas del Bergantín brasileño El Defensor de Pedro, que fueron ahorcados en Cádiz en los días 11 y 12 de enero de 1830. Madrid: Establec. Tip. de Infantería de Marina. Vía Google Libros. Consultado el 2 de mayo de 2024.
- Parada Mejuto, Jorge (capitán de la marina mercante, doctor en historia marítima)
  - O pirata da Moureira. Xerais, 1994 (en gallego).
  - El último pirata. Servicio de Publicaciones de la Diputación de Pontevedra, 1996
Biografía.

### Literatura (ficción histórica, novela, cuento)
- Benisia y Fernández de la Somera, Alejandro (1855). El milano de los mares: novela marítimo-histórica. Sevilla: Imprenta y Taller de Encuadernaciones de Juan Moyano. Vía Biblioteca Virtual de Andalucía, archivado en Internet Archive. Consultado el 29 de abril de 2024.
- Castro, Javier y García Luque, Enrique. Los Diablos del Mar. La odisea de la Burla Negra. Editorial Absalón, 2008.
Ficción histórica basada en datos y hechos reales (sentencias, barcos atacados, mapas). Relaciona a Benito Soto con el hallazgo de los «duros antiguos».
- Castroviejo, José María. La Burla Negra. Ed. Planeta.
Novela cuyo protagonista no es Soto sino Victor Saint Cyr Barbazán, uno de sus secuaces.
- Fortes, Alberto. Amargas han sido las horas. Ed. Novo Século, 1992.
Novela cuyo argumento es una imaginada estancia de Edgar Allan Poe en Pontevedra, capturado por Benito Soto en uno de sus múltiples abordajes. La acción transcurre en el siglo XIX.
- González de Vega, Gerardo. Mar Brava. Ediciones B, 1999.
Relato de historias de piratas.
- Joaniquet Tamburini, Ángel (periodista)
  - El viaje secreto del capitán J. Mirambell
Novela (1998). Se hace referencia al supuesto tesoro del pirata Benito Soto guardado en la isla Trinidade.
  - Pirates i Corsaris y Nuestros Piratas, Ed. Noray 2002
Relatos sobre las correrías de Soto y otros españoles en el Atlántico, así como la de los negreros Pedro Gibert, Bernado de Soto (otro pirata con el mismo apellido que Benito), Domingo Muñoz o Josep Samanta
- Pedras, Ramón -Petete-. Benito Soto, el último pirata (2009)
Cuento.
- Solís Llorente, Ramón (1971). El dueño del miedo.
Novela.

En opinión de muchos, José de Espronceda se basó en la vida de Soto para su Canción del pirata (1840), diez años después de la ejecución del gallego.

### Periódicos de la época
Biblioteca Nacional de España. Hemeroteca digital, Catálogos (consultado el 27 de mayo de 2024):
- «Diario Balear» núm. 41, pág. 2: De orden del Excmo. Sr. Gobernador de esta plaza se inserta la siguiente certificación (10 de febrero de 1830)
- «El Correo. Periódico Literario y Mercantil» núm. 242, pág. 2: Causa formadada á la tripulación del bergantín pirata Defensor de Pedro (Madrid, 27 de enero de 1830).

### Otros
- El sangriento gallego que se convirtió en el último gran pirata del Atlántico. El Correo Gallego (21 de septiembre de 2023). Vía Internet Archive, consultado el 1 de mayo de 2024.
- El tesoro del corsario español que inspiró la Canción del Pirata
- Alberto Casas, BENITO DE SOTO (2013).: II. La Burla Negra, III. … y aquellos duros antiguos. Vía Internet Archive, consultado el 4 de mayo de 2024.
- Antonio del Real Pasquín, Los duros antiguos de Cádiz y el último pirata del Atlántico. Armada española. Vía Internet Archive, consultado el 28 de abril de 2024.
- Arturo Pérez-Reverte, Un pirata de verdad. Vía Internet Archive. Consultado el 28 de abril de 2024.
- Celia Chaín-Navarro, Benito Soto, el español errante. Blog Cátedra de Historia y Patrimonio Naval (2012). Vía Internet Archive, consultado el 5 de mayo de 2024.
- Ellms, Charles, Comp, and Samuel Nelson Dickinson, The Pirates own book. The Life Of Benito Soto, The Pírate Of The Morning», 149-168 (Book) Portland, Me., F. Blake, 1856. Vía Biblioteca del Congreso de Estados Unidos. En inglés.
- José Benito García Iglesias, Benito Soto, psicópata, asesino y… pirata:  Parte I, Parte II, Parte III, Parte IV, y Parte V. Pontevedra Viva (2016). Vía Internet Archive, consultado el 28 de abril de 2024.
- Lalo Fernández Mayo, El último pirata. Vía Internet Archive, consultado el 4 de mayo de 2024.
- Pablo L. Orosa, Burla Negra: historia del último gran pirata del Atlántico. Jot Down. Vía Internet Archive. Consultado el 28 de abril de 2024.
- Salvador Rodríguez Valencia, La última burla del pirata Soto. Levante, el mercantil valenciano (2010). Vía Internet Archive. Consultado el 28 de abril de 2024.
- Joly Cádiz, Diego. Aquellos duros antiguos. Diario de Cádiz, 16 de febrero de 2013. Vía Internet Archive. Consultado el 25 de mayo de 2024.
- P. Villatoro, Manuel. Benito Soto: el español que aterraba a los ingleses e inspiró 'La canción del pirata' de Espronceda. ABC Historia (2 de noviembre de 2023). Vía Internet Archive. Consultado el 26 de mayo de 2024.
- Pousada, Alfonso F. (periodista) Benito Soto, pirata: línea de sangre para un sanguinario (2023)
Artículo de investigación sobre la genealogía de este personaje desde el siglo XVI. Recrea el supuesto rostro de Soto a partir de dibujos del siglo XIX, y su barco El Defensor de Pedro, utilizando la inteligencia artificial.

- Datos: Q3329409
- Multimedia: Benito Soto / Q3329409